# SIG-510
Le SIG-510 est le fusil automatique d'ordonnance de l'Armée Suisse entre 1957 et 1989 sous la dénomination militaire "fusil d'assaut 7.5 mm 1957" abrégé "F. ass. 57", en allemand "7.5 mm Sturmgewehr 1957" abrégé "Stgw. 57". Il s'agit d'un fusil automatique conçu pour l'armée suisse par la SIG et fabriqué entre 1958 et 1985.
Il remplace le mousqueton 31, le pistolet-mitrailleur modèle 43/44 et le fusil-mitrailleur modèle 1925, armes du fantassin utilisées jusque-là. Le F. ass. 57 a été remplacé graduellement par le F. ass. 90 plus connu sur le marché international comme le SIG-550 dès 1987.

## Présentation
Le F. ass. 57 est issu du prototype AM 55, projet dirigé par Rudolf Amsler, directeur technique de la SIG et lui-même inspiré du MG 42V/MG45. Il remporta la compétition face au prototype de la Waffenfabrik Bern, inspiré du FG-42 allemand des troupes aéroportées.
Le F. ass. 57 fonctionne avec un système de culasse masse à ouverture retardée. Ses garnitures sont en matière synthétique (plastique, et caoutchouc néoprène), et il possède un bipied repliable. Les variantes proposées à l'exportation font partie de la famille SG 510. Fut aussi lancé dès 1969/1970, sur le marché civil suisse le F. ass. PE 57 ne tirant qu'en semi-automatique.
Bien construit et solide, le F. ass. 57 souffrait principalement de son gabarit, poids et calibre plus proche du fusil mitrailleur de la Seconde Guerre mondiale que des véritables fusils d'assaut modernes chambrés pour une munition intermédiaire.
À la fin de leurs obligations militaires, l'arme d'ordonnance peut être conservée par les soldats et passe ainsi du statut « Armée » à « Privé », le marquage « P » est poinçonné sur l'arme. Pour les fusils d'assaut, la rampe de commande de la gâchette, gâchette automatique et la rampe de la came conductrice sont supprimées et l'arme reste en semi-automatique.

## Histoire
Le 7 décembre 1956 le Conseil fédéral soumet aux Chambres un budget comprenant, entre autres, trente-six millions de Francs suisses pour l'achat de 25 000 fusils ; deux armes sont présentées : le fusil de la Société industrielle et celui de la Fabrique fédérale d'armes.
La commission de défense nationale étudie ces deux projets mais c'est l'aspect financier qui détermine le choix. Le crédit d'acquisition est accepté par les Chambres le 21 décembre 1956.
Les deux armes ont les mêmes qualités, mais l'arme de la Fabrique fédérale revient à 1 100 francs suisses et celle de la SIG à 495 francs suisses. La différence de prix vient de ce que la Fabrique fédérale d'armes propose une construction traditionnelle usinée alors que la SIG innove en utilisant des procédés et des matériaux moins coûteux. La grande majorité de l'arme peut être fabriqué à partir d'aciers ordinaires. Les procédés de soudage, étampage et brasage rendaient le prototype SIG beaucoup plus économique à fabriquer que celui de la W+F. Le prix de 495 francs suisses atteindra en réalité 570 francs suisses auxquels s'ajoutera le prix des différents accessoires comme les magasins pour le tir de grenades. Au total, le prix sera de 1 000 francs suisses par arme.
Le 7 février 1957, la SIG convoque les journalistes à Neuhausen am Rheinfall pour une démonstration de la nouvelle arme organisée par le Département militaire fédéral.
Dans son message à l'Assemblée fédérale du 10 mai 1957, le Conseil fédéral propose un nouveau crédit d'armement de 219 millions de francs suisses destiné à doter du fusil toute l'élite de l'Infanterie et des troupes légères. Ce crédit est accepté par l'Assemblée fédérale le 26 septembre 1957.
Le nouveau fusil doit aussi être accepté pour la pratique du sport national et les meilleurs tireurs du pays sont convoqués à Walenstadt le Novembre 1957 afin d'expérimenter comparativement trois armes : le mousqueton 1931, le mousqueton à lunette 1955 Zfk55 (sans la lunette) et le fusil d'assaut 57. Le programme comprend : le tir militaire obligatoire, le tir fédéral en campagne, le concours d'armées, le programme Mannerheim. Au total 60 cartouches dans les trois positions. Les résultats seront en général ceux qui sont obtenus avec le mousqueton.

## Cas d'engagement de l'arme
Le F. ass. 57 peut être engagé des façons suivantes :
- Tir avec cartouche : le fusil peut être utilisé avec la 7,5 × 55 mm GP11 jusqu'à 640 m (800 m avec la lunette de pointage diurne).
- Arme antichar : il peut être employé pour la lutte antichar jusqu'à 100 m.
- Mortier léger : il peut être utilisé comme mortier léger jusqu'à 400 m (soit toute la distance qui n'est pas protégée par les lance-mines du bataillon).
- Arme blanche : il peut être employé comme arme blanche avec la baïonnette.

## Données techniques

### Généralités
- Calibre : 7,5 × 55 mm (7,5 mm GP11)
- Tolérance : +0.050
- Longueur du canon avec frein de bouche : 609 mm
- Longueur de la partie rayée du canon : 520 mm
- Longueur du pas des rayures : 270 mm à droite. (10,63')
- Nombre de rayures : 4
- Vitesse initiale : 750 m/s.
- Pression max. des gaz : 3 200 bar.
- Magasin : 24 cartouches[2] à pile imbriquées, alimentation à deux positions (6 pour le magasin blanc)
- Longueur de l'arme sans la baïonnette : 1 100 mm
- Longueur de l'arme avec la baïonnette : 1 300 mm
- Longueur de la ligne de visée : 635 mm
- Coût par unité : CHF 1 000. (CHF 4200.- de nos jours)
- Coût de fabrication : CHF 570. (CHF 2394.- de nos jours)
- Poids de l’arme

Arme complète sans magasin : 5 700 g
Magasin pour 24 cartouches, vide : 250 g
Magasin, garni avec 24 cartouches : 900 g
Sacoche avec 4 magasins (96 cartouches) : 4 400 g
Magasin pour 6 cartouches propulsives, vide : 230 g
Magasin garni avec 6 cartouches propulsives : 325 g
- Cadence de tir

Tir coup par coup ajusté : jusqu'à 10 coups/min
Tir coup par coup rapide : jusqu'à 60 coups/min
Tir en séries (cadence technique) : 450-600 coups/min
Grenades à fusil, tir à trajectoire courbe : jusqu'à 3 coups/min
Grenades à fusil, tir à trajectoire tendu : jusqu'à 5 coups/min
- Pour le tir en rafale, le bipied se place en position antérieure.

### Le canon

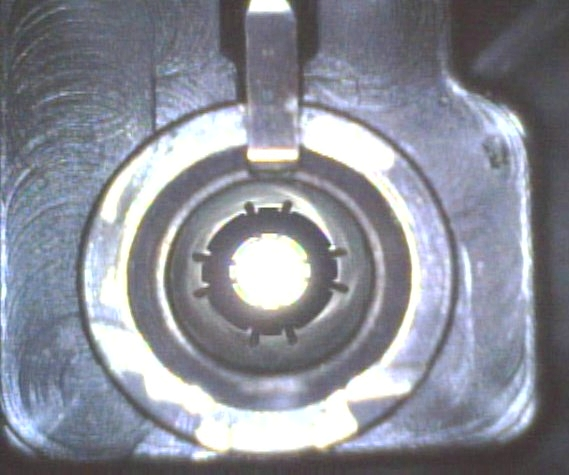
Chambre à cartouche (Index de charge maintenu en position haute)

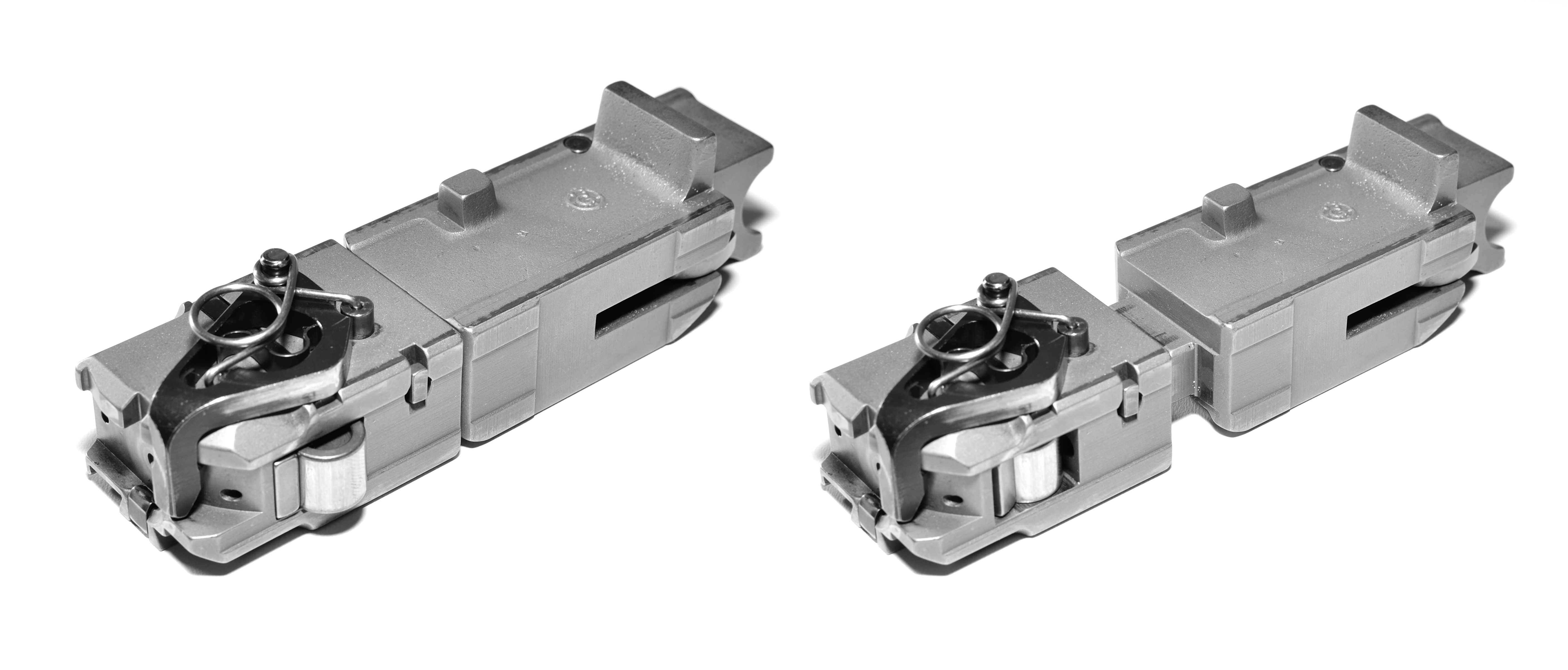
Culasse du F. ass. 57

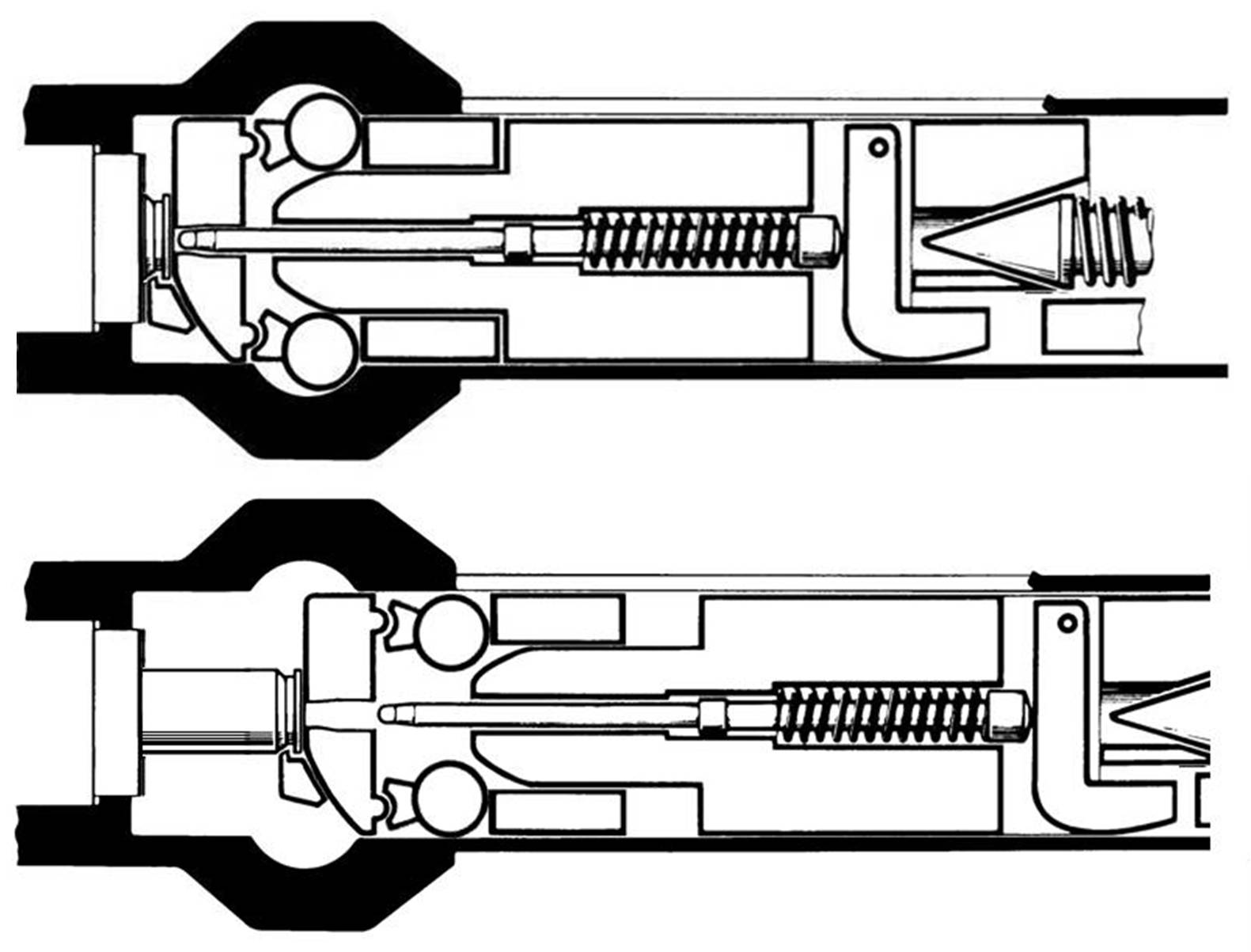
Schémas de principe

Le canon en acier au chrome-nickel ECN-35 est forgé à froid en 3 minutes et demie par des marteaux d'une puissance de frappe de 140 t où il s'allonge de 17 cm. Hämmerli Lenzburg, la Fabrique Fédérale de Berne, et la SIG participent tous à la production des canons.
Le frein de bouche et le poids de l'arme réduisent le recul ressenti par le tireur de 40 % par rapport au mousqueton 31. Le recul est de 10 Ns et 50 Ns avec la grenade à fusil 58 (avec charge propulsive additionnelle).
Afin d'assurer le glissement de l'étui dans la chambre à cartouche, la veine gazeuse agit sur la superficie de l'étui par l'intermédiaire des 8 rainures dans la chambre à cartouche (équilibre de pression).
À l'entrée de la chambre se trouve l'index de charge, cette pièce devient proéminente sur la boîte de culasse et indique au tireur la présence d'une cartouche chambrée.

### La culasse
La culasse fonctionne selon le principe de la culasse masse à ouverture retardée. Elle se compose de deux pièces mobiles principales : la tête de culasse et la came conductrice (porte-culasse/pièce de manœuvre) qui assure le verrouillage des galets. Sa longueur totale est de 126,5 mm et elle a une masse de 600 g.
En position verrouillée, les galets de verrouillage sont poussés dans les contreforts par les coins de la came conductrice sous la pression du ressort de fermeture.
Au moment du départ du coup, l'étui exerce une force sur les galets et les coins de la came conductrice, cette dernière glisse en arrière, les galets sortent de leurs contreforts et la came conductrice tire la tête de culasse. Ce principe similaire au mécanisme de fusil automatique G3 est en quelque sorte un multiplicateur d'inertie.
Un épaulement est visible au niveau de l'entrée du cône de la chambre à cartouche. Il permet, en déformant légèrement l'étui, d'amortir et d'éviter le rebond de la tête de culasse. La tête du ressort de fermeture remplit la même fonction pour la came conductrice.

### Le dispositif de détente
La détente à bossette réglable est équipée d'une détente d'hiver. Ce levier s'abaisse pour permettre l'usage de l'arme avec des moufles ainsi que pour le tir de la grenade 58 à fusil.
Un sélecteur de tir permet soit le tir en coup par coup soit le tir en rafales.
Ce sélecteur peut être bloqué mécaniquement sur coup par coup (position obligatoire en dehors des périodes de service), par un l'arrêtoir du tir en rafale. L'arrêtoir du tir en rafale est une pièce métallique réversible avec une face blanche et une noire, elle indique en permanence et de manière visuelle la possibilité ou non d'utiliser le sélecteur de tir en automatique. La face blanche indique que le sélecteur de tir est limité au coup par coup.
La position de l'arrêtoir du tir en rafale ne peut être modifiée qu'en démontant le dispositif de détente.

### Les organes de visée

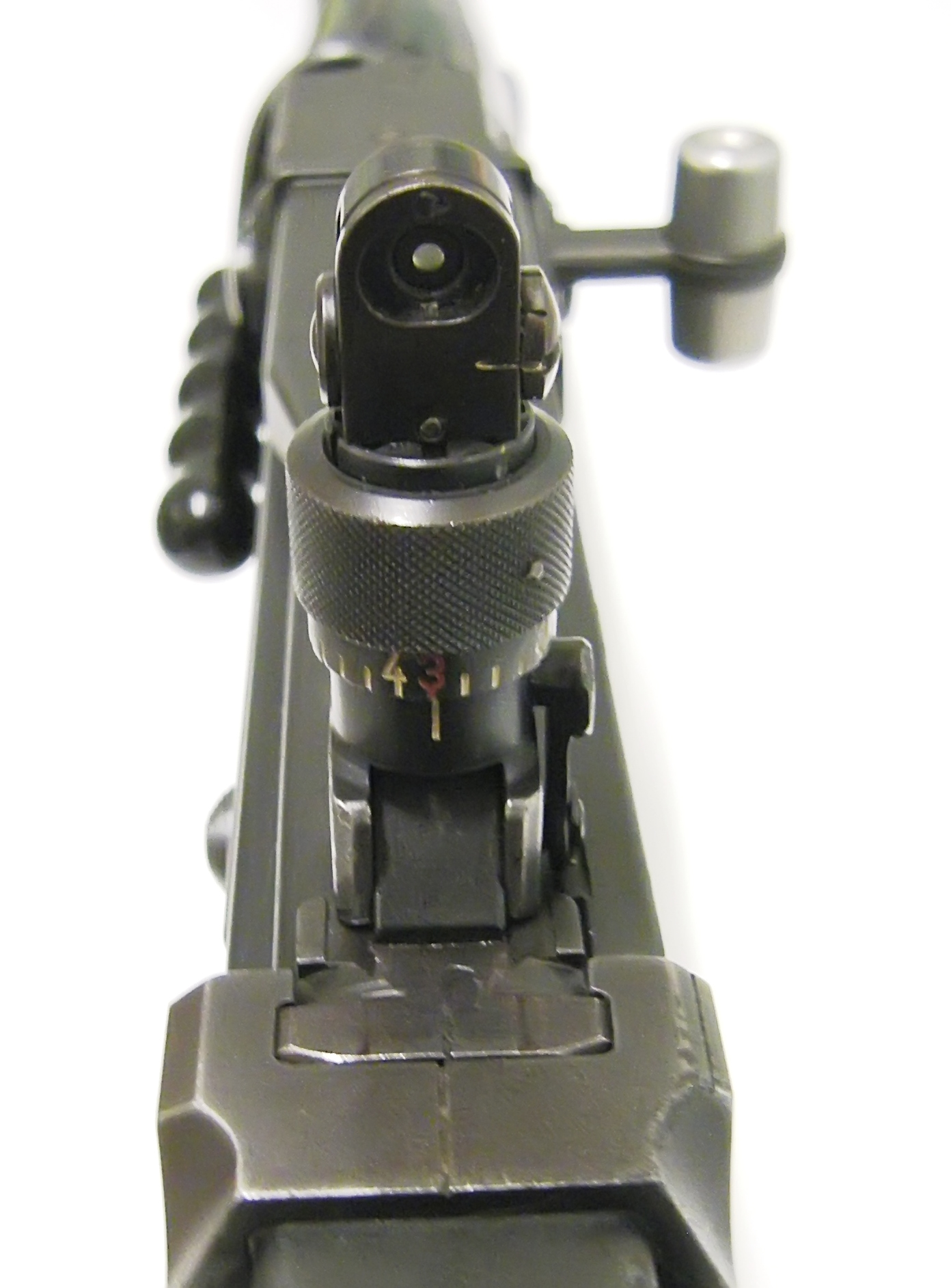
Dioptre du Fass 57

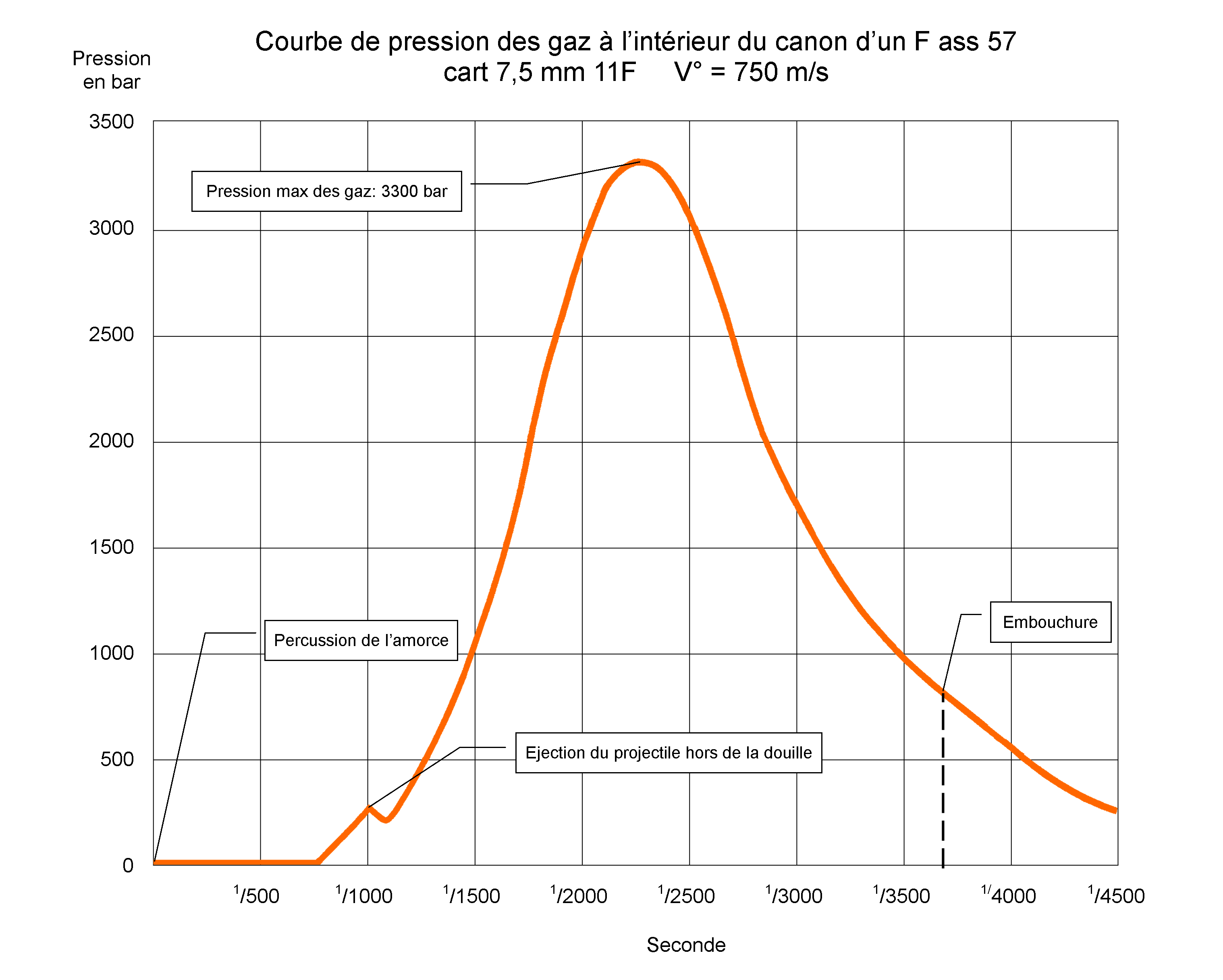
Courbe de pression des gaz dans le canon

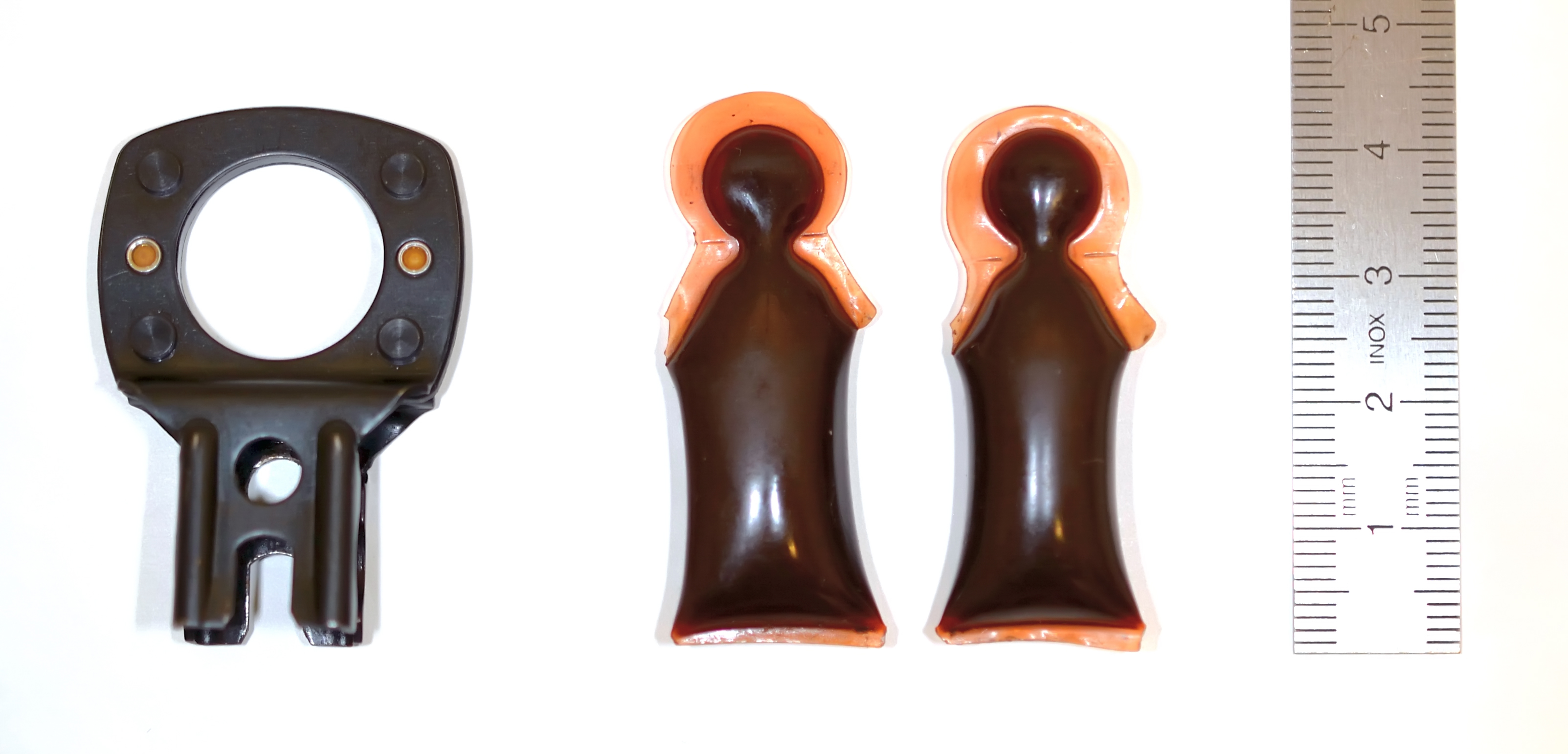
Viseur de nuit et graisse de combat

Le dioptre (composé de 23 pièces) et le guidon sont rabattables.

#### Dispositif de visée
Il permet de tirer de 100 à 640 m : 
entre 100 et 200 m par incrément de 50 m
entre 200 et 300 m par incrément d'environ 30 m.
entre 300 et 640 m par incrément de 20 m.

#### Correction en dérive
Elle est de 0,19 ‰, soit environ :
2 cm à 100 mètres
4 cm à 200 mètres
6 cm à 300 mètres
8 cm à 400 mètres
10 cm à 500 mètres
12 cm à 600 mètres
Tourner la vis dans le sens horaire = déplace le point d'impact à droite.
Tourner la vis dans le sens antihoraire = déplace le point d'impact à gauche.

#### Correction en hauteur (tambour)
Elle est de 0,265 ‰ soit environ :
3 cm à 100 mètres
5 cm à 200 mètres
8 cm à 300 mètres
11 cm à 400 mètres
13 cm à 500 mètres
16 cm à 600 mètres
Le fusil d'assaut peut être ajusté en tournant le disque d'ajustage. À cet effet, le tireur lève la tête du dioptre d'environ 2 mm et tourne le disque d'ajustage avec le poinçon du couteau. L'armurier dispose d'une clé spécifique pour cet ajustage.

#### Ajustage en hauteur (disque d'ajustage)
Il est de 0,19 ‰ soit environ :
2 cm à 100 mètres
4 cm à 200 mètres
6 cm à 300 mètres
8 cm à 400 mètres
10 cm à 500 mètres
12 cm à 600 mètres
Tourner la vis dans le sens horaire = déplace le point d'impact vers le haut.
Tourner la vis dans le sens antihoraire = déplace le point d'impact vers le bas.
Après avoir tourné le disque d'ajustage, il convient de vérifier si la tête du dioptre s'est à nouveau encliquetée avec ses deux tenons dans les encoches du disque d'ajustage.
Les graduations de 1 à 6 correspondent aux distances de 100 à 600 m (point à viser = point d'impact). La graduation "3 rouge" est utilisée pour le tir en stand à 300 m sur cible d'ordonnance "Cible A combinée" (point à viser = rasé 6 heures) soit 30 cm plus bas que le point d'impact. Cette particularité se retrouve également sur le F. ass. 90.
Le tir de nuit est possible par l'ajout d'un dispositif de visée nocturne qui s'adapte au dioptre comprennent deux points photoluminescents, le troisième point sur le protège guidon est fixe.
Le dispositif de visée est réglé pour les tirs avec l'arme sur bipied en position médiane. Si l'on tire avec le bipied en position antérieur, les coups portent plus haut. Il faut donc mettre une hausse plus basse de deux encoches. Si l'on tire la baïonnette montée, les coups portent plus bas. Il faut donc mettre une hausse plus haute de deux encoches.

### Accessoires
- Baïonnette, avec porte-baïonnette
- Trousse de nettoyage
- Sacoche en cuir pour un magasin (modèles d'infanterie et cavalerie)
- Housse pour cavalerie
- Sacoche en toile à voile et cuir pour dix magasins. (à l'échelon du groupe de combat)
- Deux blisters en matière plastique, rangés dans la poignée du pistolet. (Un sachet suffit pour un graissage de combat)
- Dispositif de visée de nuit, rangé dans la poignée du pistolet.
- Aide-chargeur (chargette)
- Sachet de pièces de rechange (armurier) contenant :

Vis du garde-main.
Goupille du levier de percussion.
Levier de percussion.
Ressort du percuteur.
Percuteur.
Goupille de la tête de culasse.
Arrêtoir du tir en rafale.
Axe de la boîte de détente.
Vis tête cylindrique bombée pour la poignée de pistolet.
Rondelle pour garde-main.
Ecrou moleté pour garde-main.
Vis de la crosse.

#### Galerie

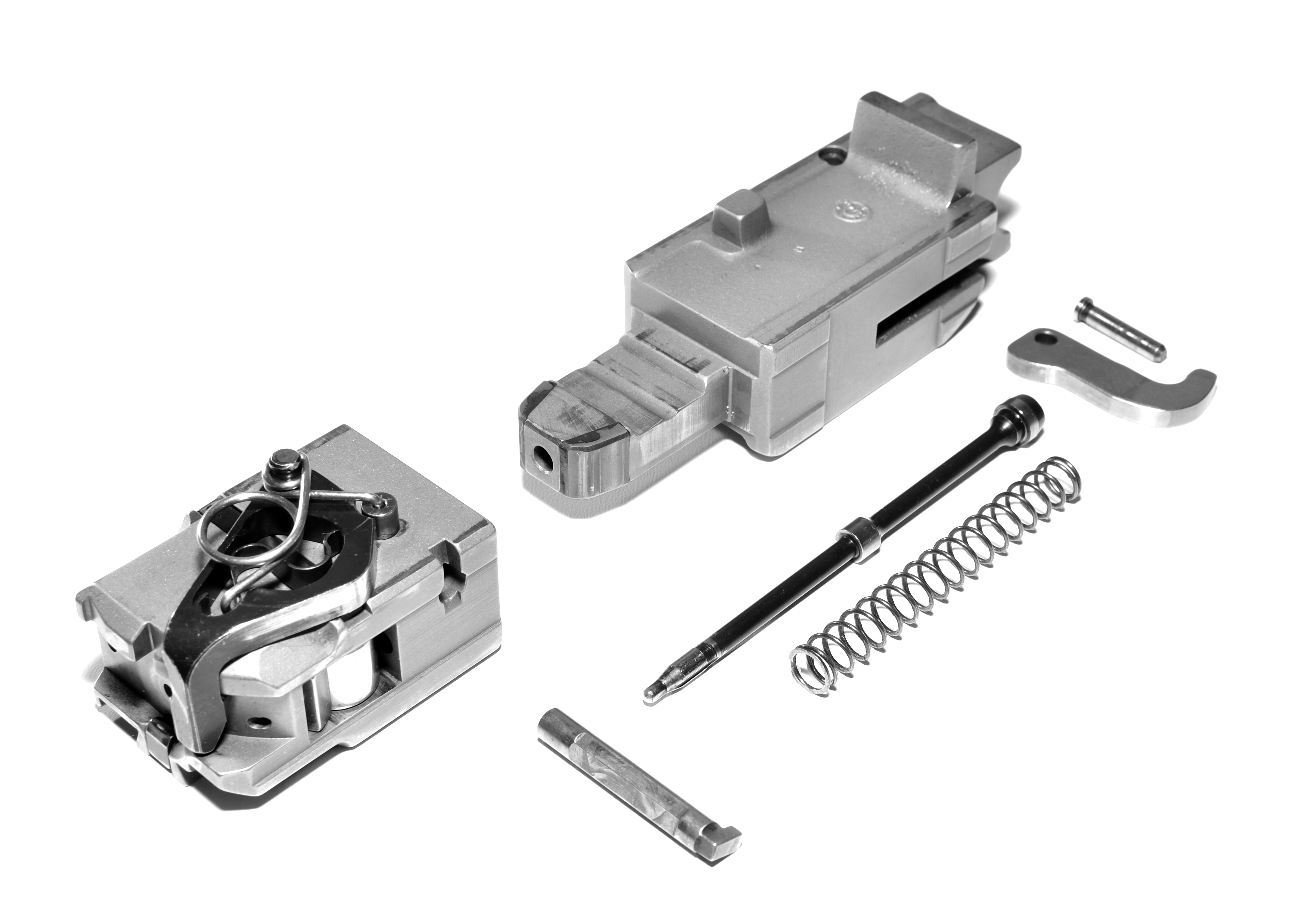
Petit démontage de la culasse
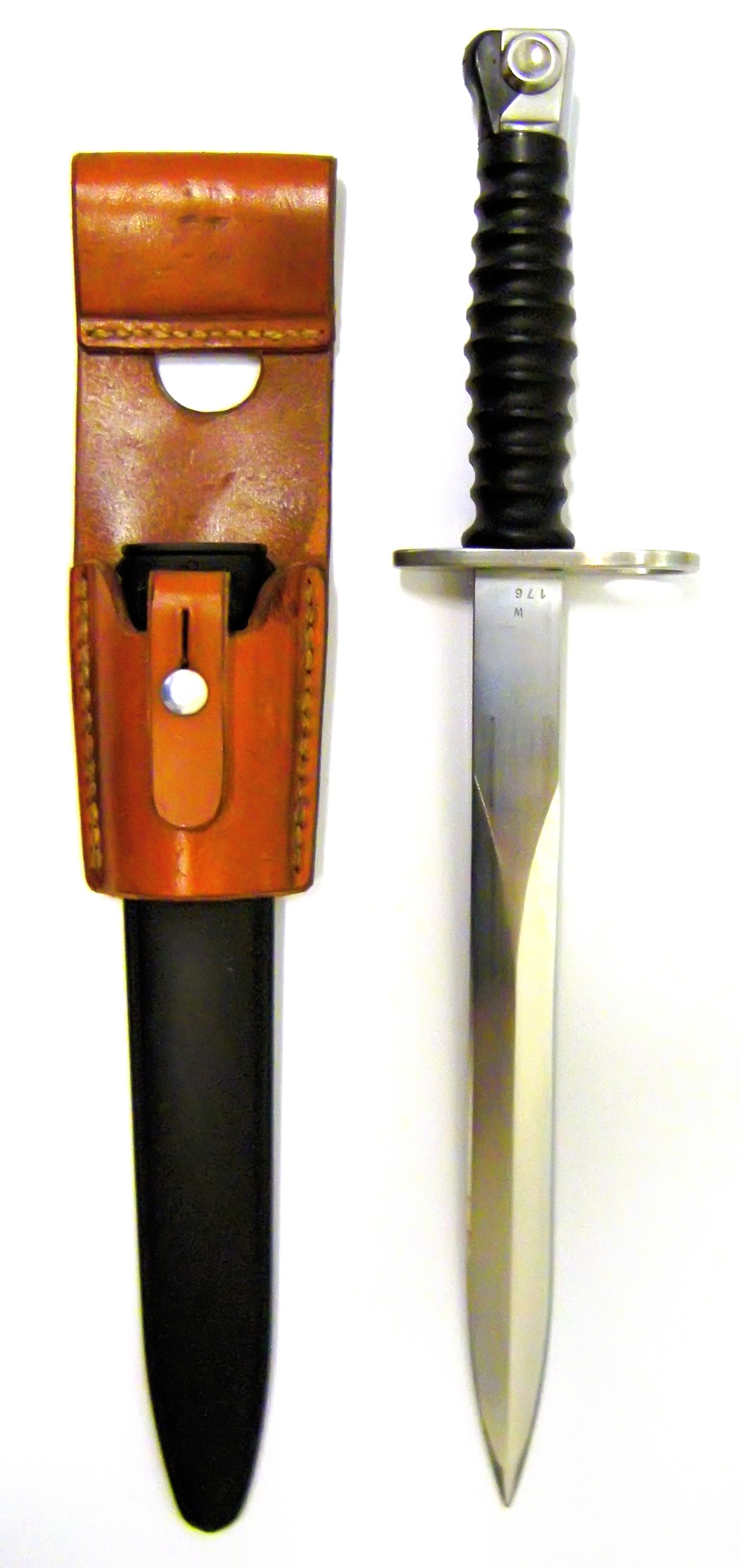
Baïonnette du F. ass. 57
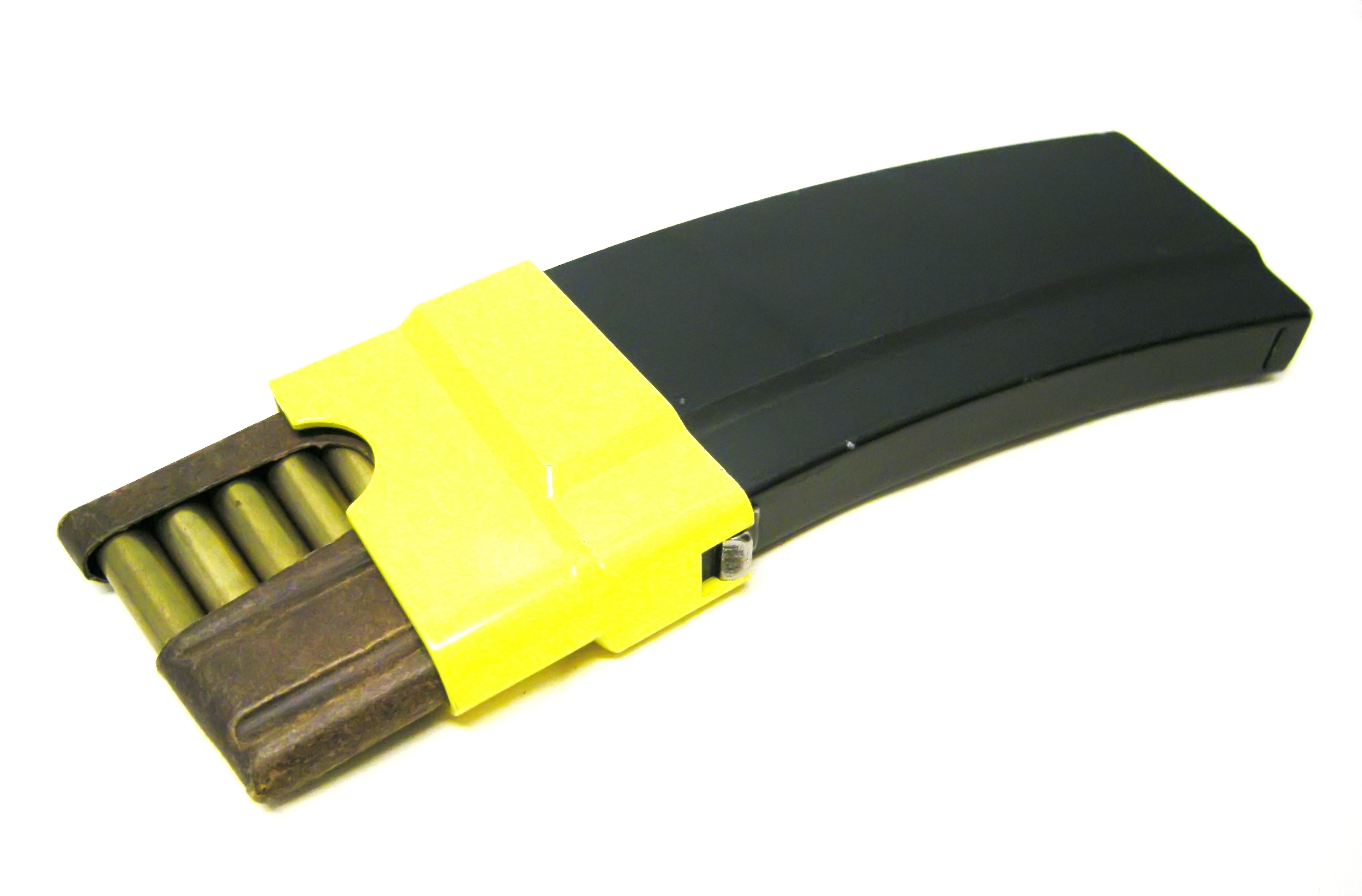
Guide-chargeur
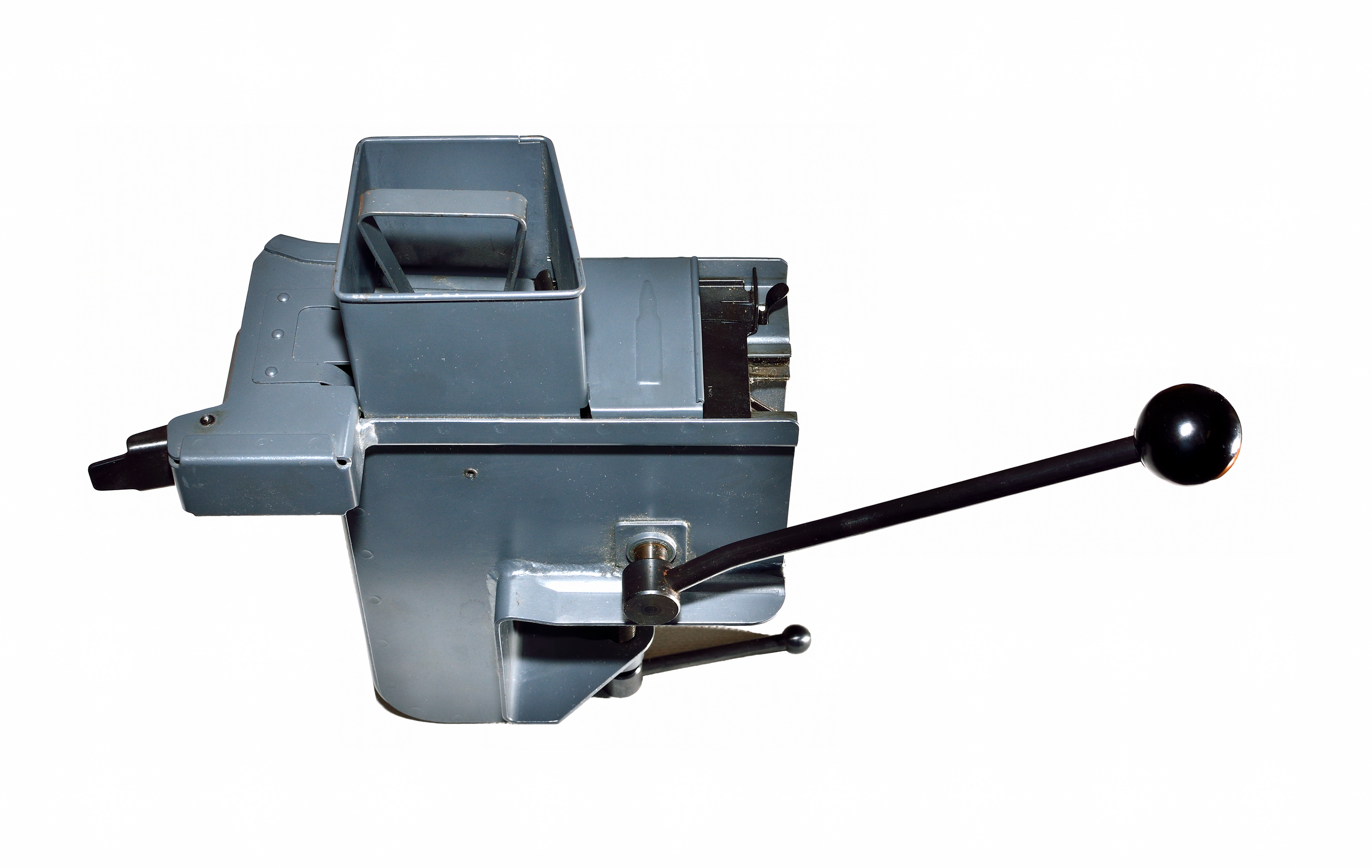
Appareil à remplir les magasins
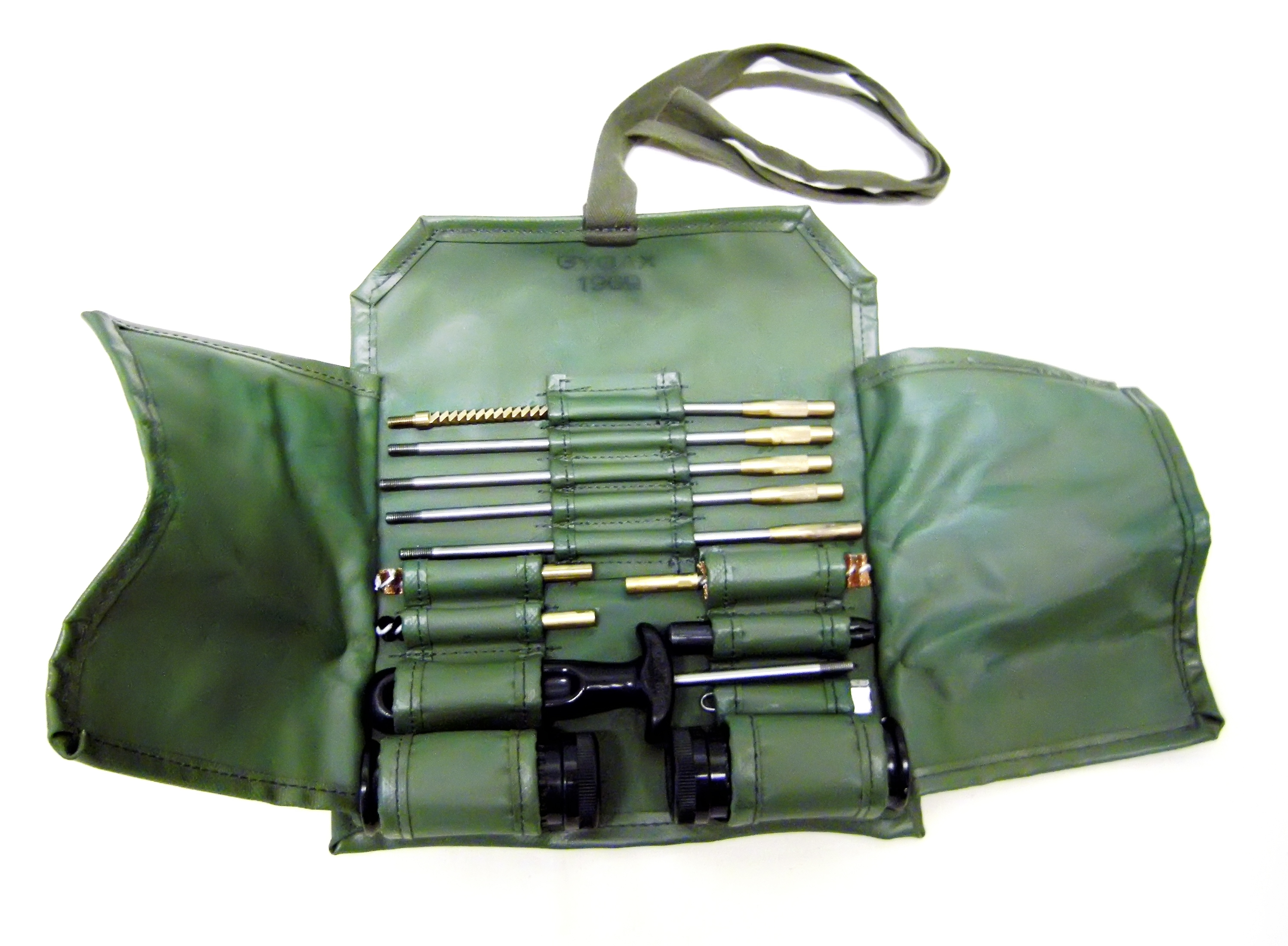
Trousse de nettoyage
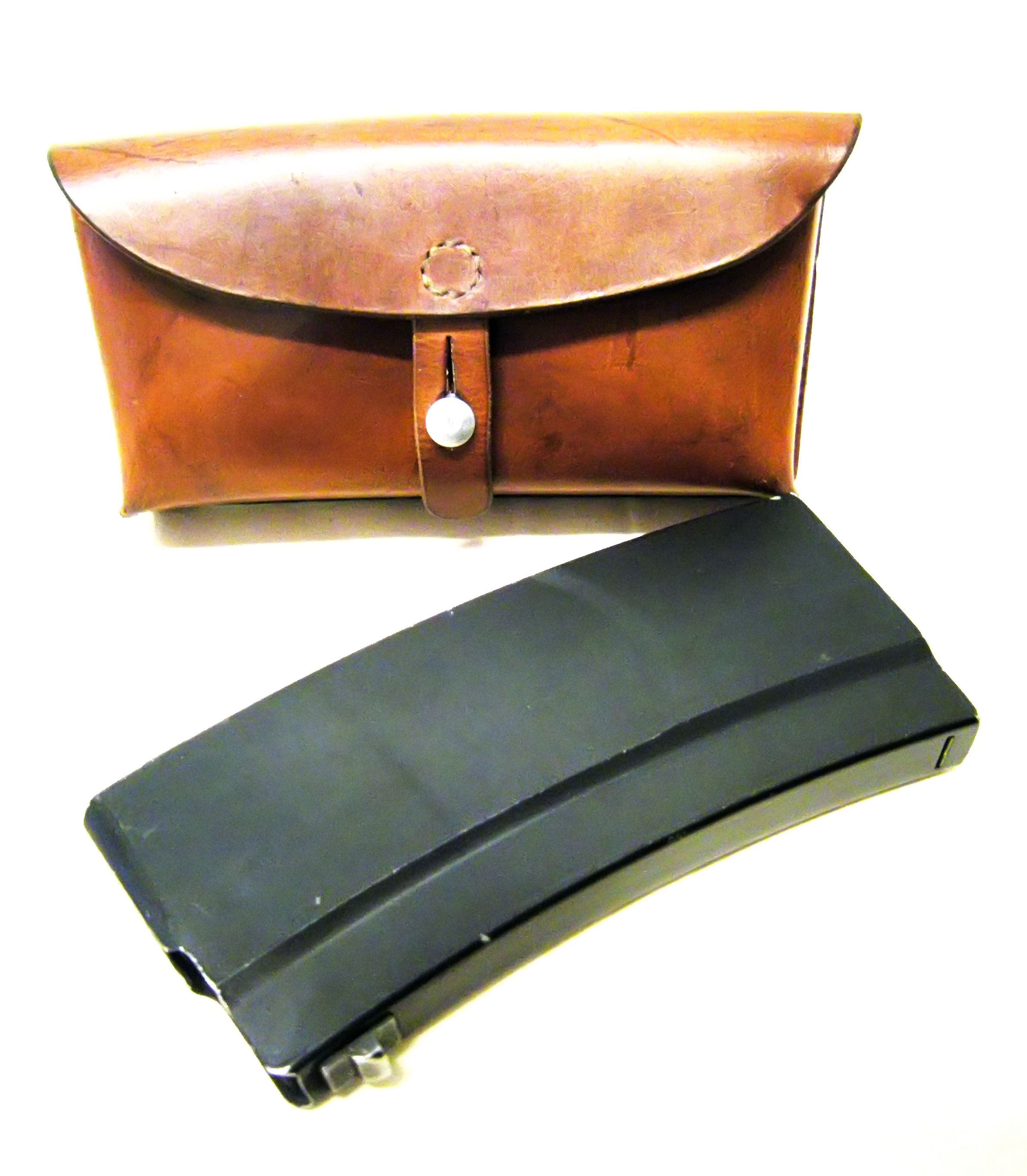
Sacoche en cuir pour magasin
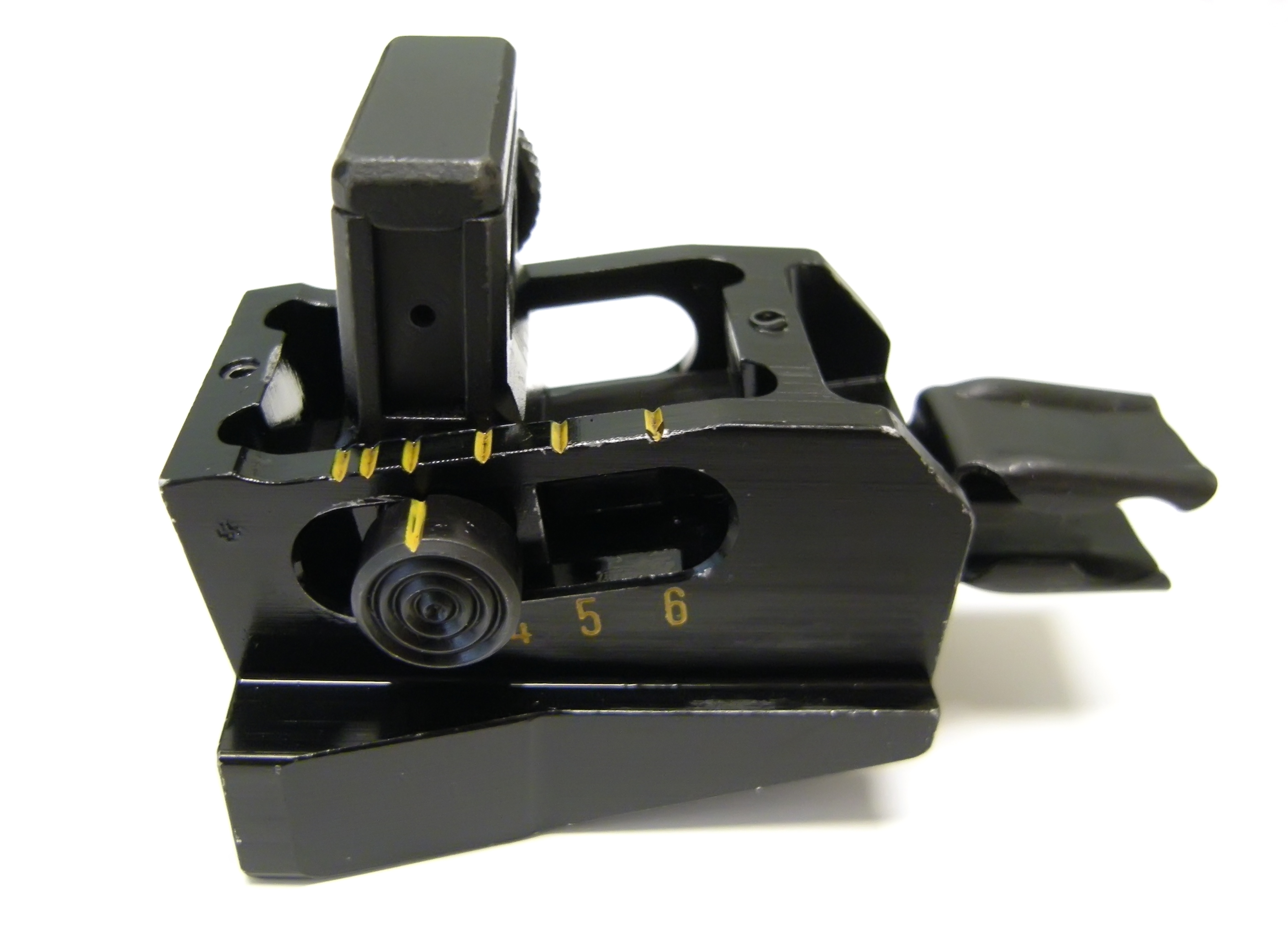
Dioptre pour le tir dans les ouvrages fortifiés

### Lunette de pointage diurne pour fusil d'assaut 57
Le fusil d'assaut avec la lunette (Lu F. ass.), introduite dès 1977, permet de toucher jusqu’à des distances de 800 m des cibles isolées difficilement discernables à l'œil nu ou par mauvais éclairage. La lunette facilite non seulement la visée, mais permet aussi l’observation de la région des cibles. La monture porte le même numéro que l'arme (afin d'éviter les différences de réglages entre dispositifs) et est équipée d'un réticule semblable au Zfk55. Seuls les fusils d'assauts portant le matricule 555 001 et 595 000 (introduits vers 1971) sont équipés d'embases de monture, sous la forme d'une butée/crochet sur la boîte de culasse et une cuvette sur l'embase du dioptre.
- Fabricant : Kern & Co Aarau.
- Grossissement : x4
- Oculaire : 24 mm
- Champ de visée : 100 ‰ (100 m à 1 000 mètres)
- Angle de champ : 5,6°

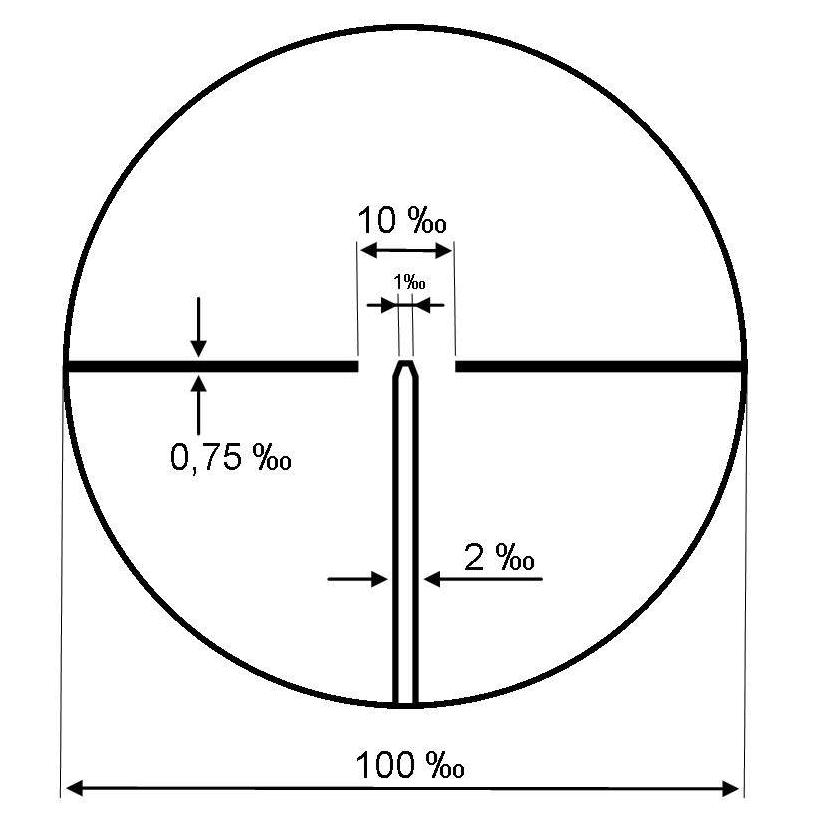
Réticule de la lunette de pointage

- Réglage du système dioptrique : ± 3 dioptries
- Indice crépusculaire : 9,8
- Réglage de la distance de : 100–800 m graduation tous les 100 mètres
- Possibilités de correction

en dérive : 0,25 ‰
en distances : 0,25 ‰
- Poids

lunette : 760 g
lunette avec étui : 1 280 g
- Longueur

lunette : 210 mm
lunette avec protège-oculaire : 285 mm
lunette avec protège-oculaire et support : 312 mm
- Hauteur : 48 mm
- Largeur : 50 mm
- Illumination du réticule : T0.9 Ci tritium (demi-vie 8 à 10 ans)
- Entre-axes canon et optique : 76,5 mm
- Pupille de sortie : 6 mm
- Distance de la pupille de sortie : 57 mm
- Température

de service : -25 °C à +50 °C
de stockage : -40 °C à +60 °C
- Accessoires :

Étui en plastique vert pour lunette.
Filtre gris.
Œillère.
Pinceau à épousseter.
Peau de daim.
Les lunettes pour fusil d'assaut 57 ont été modifiées pour la Cart. 90 F et actuellement en dotation pour le F. ass .90 (SIG-550)

### Lunette d'observation et de pointage à rayon infrarouge

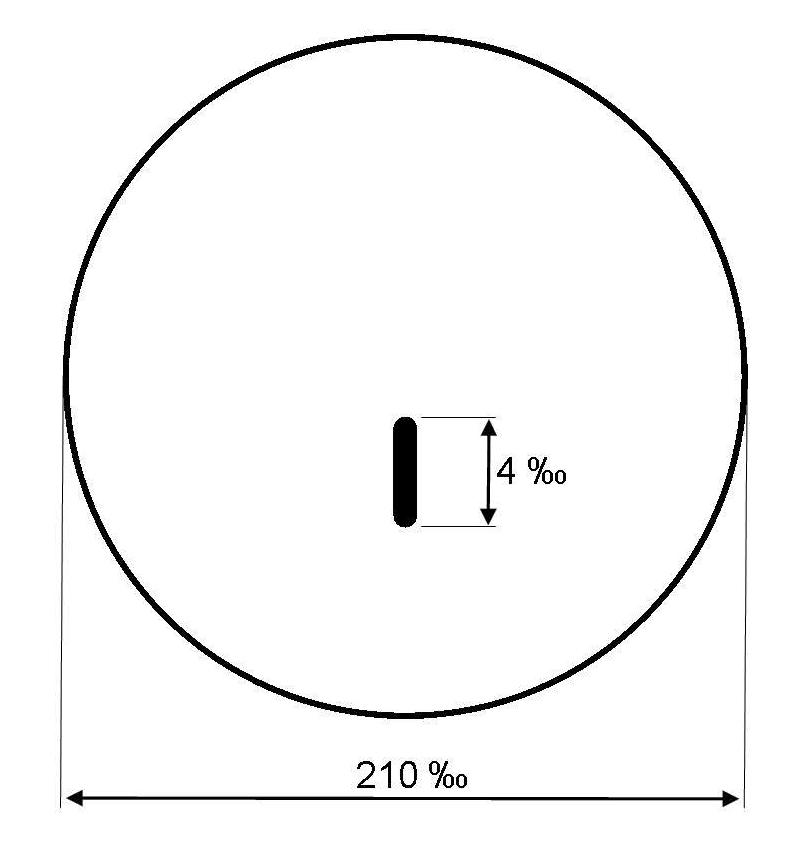
Réticule de la lunette d'observation et de pointage IR

La lunette d'observation et de pointage à rayon infrarouge (Lu obs et pt IR pour F. ass. 57), développée dès 1966 par Albiswerk Zürich, permet de toucher, sous bonnes conditions, un but de la taille d'un homme en terrain découvert à une distances de 200 mètres. Le tube de convertisseur d'image ALBIS R X est de génération 0, nécessitant une source additionnelle de lumière invisible infrarouge dans le domaine de 800 nm.
Elle peut être engagée en trois modes :
Passive : Repérage et lutte contre les sources infrarouges ennemies.
Semi-active : Observation et lutte contre des objets ennemis lors de la présence d'un éclairage infrarouge dans la zone de combat (éclairage par d'autres projecteurs amis).
Active: Observation et lutte contre des objets ennemis

#### Lunette infrarouge de pointage
- Grossissement total : 3 fois
- Angle visuel : 12° (~210 ‰)
- Réglage du système dioptrique : ± 5 dioptries
- Poids avec adaptateur : 1,4 kg
- Éclairage du réticule : réglable
- Réglage en hauteur

Déplacement du réticule pas par pas : 0,5 ‰
Plage de réglage : 20 ‰
Précision de réglage : ± 0,25 ‰
Ajustage en dérive
Déplacement à l'adaptateur : continu par excentrique
Plage de réglage : 30 ‰
Précision de réglage : ± 0,25 ‰

#### Projecteur avec accessoires
- Diamètre : 14 cm
- Puissance absorbée par la lampe : 30 W à 6V
- Largeur du faisceau IR : 4° (~70 ‰)
- Durée de service de la lampe : environ 50 heures
- Poids avec commutateur à main : 0,7 kg
- Alimentation en courant

Élément : 1,5 volt pour lunette de pointage
Durée de service : environ 50 heures
Accumulateur (pour projecteur) : accu Cd-Ni 6 V/16 Ah, 5 éléments
Durée de service par charge d'accumulateur : environ 3 heures
Poids de l'accumulateur avec sacoche de transport : 4,2 kg

## Performances et dispersion de l'arme

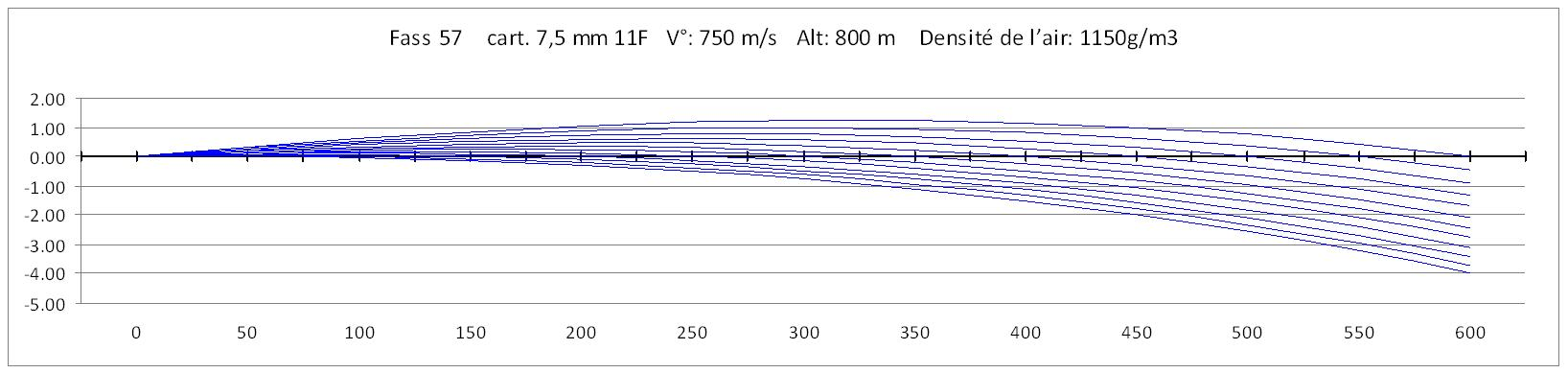
Graphique des ordonnées pour Fass 57

### Groupement des touchés

#### Hauteur et largeur de la gerbe en ‰ de la distance de tir
Coup par coup : 1 ‰
Coup par coup rapide : 2 ‰
Feu de série : 4 ‰
La dispersion du coup par coup rapide est égale à environ 2× celle du tir coup par coup.
La dispersion du tir en séries est égale à environ 4× celle du tir coup par coup.

#### Banc essai à 100 m
Six coups dans un carré de 10 × 10 cm dont 4 coups dans le cercle central de 6 cm de diamètre. 75 % des armes groupent les six coups dans ce cercle.

Le contrôle de la précision fait l'objet d'un procès-verbal qui, avec la cible (blason), accompagne l'arme jusqu'à l'organisme de réception à Berne.
| Distance | Coup par coup bipied en pos. médiane | Rafale courte de 3-4 coups bipied en pos. antérieure |
| -------- | ------------------------------------ | ---------------------------------------------------- |
| 100 m    | 5 × 5                                | 17 × 23                                              |
| 200 m    | 9 × 9                                | 33 × 47                                              |
| 300 m    | 14 × 14                              | 49 × 70                                              |
| 400 m    | 20 × 18                              | 66 × 94                                              |
| 500 m    | 27 × 22                              | 82 × 118                                             |
| 600 m    | 34 × 27                              | 99 × 141                                             |

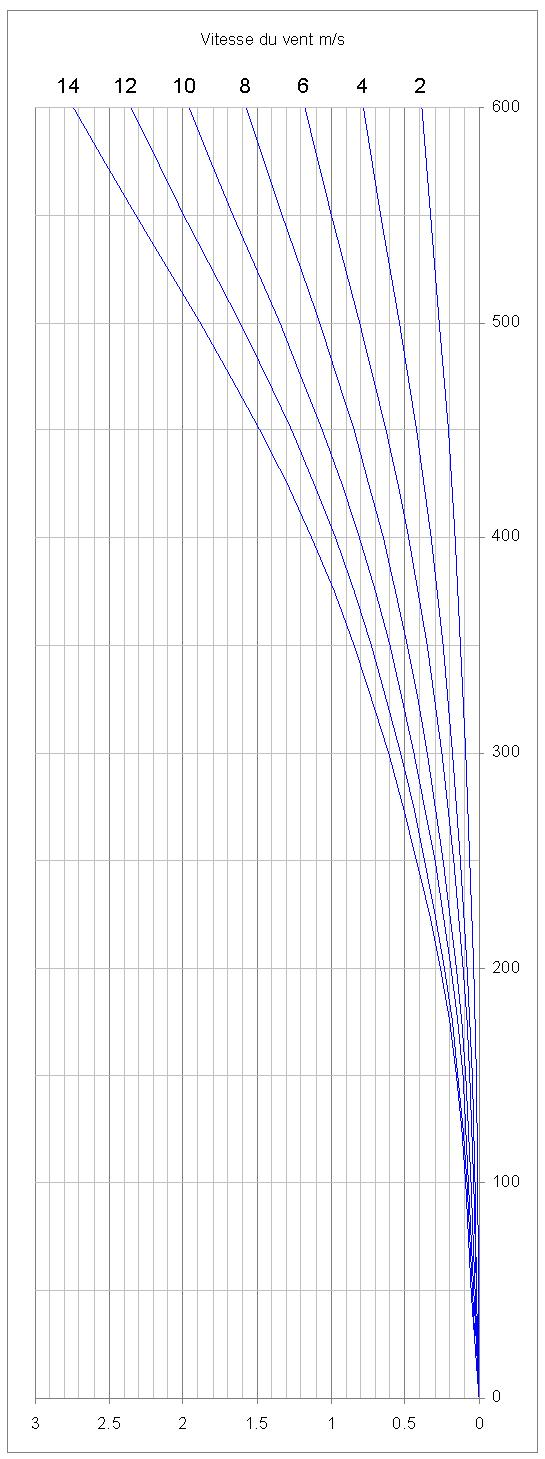
Influence du vent transversal

NB: La dispersion moyenne est basée sur la nouvelle méthodologie du groupement des touchés.
La dispersion du 50 % est déterminée par le tir, elle est valable pour des tireurs moyens à bons et varient d'un tir à l'autre d'une manière importante.
Les données sont des valeurs moyennes obtenues à partir de nombreuses séries.
| Distance | Temps de vol | Vitesse restante m/s | Energie restante J |
| -------- | ------------ | -------------------- | ------------------ |
| 0 m      | 0            | 750                  | 3 178              |
| 50 m     | 0,07         | 725                  | 2 972              |
| 150 m    | 0,21         | 677                  | 2 594              |
| 200 m    | 0,29         | 655                  | 2 420              |
| 250 m    | 0,36         | 632                  | 2 256              |
| 300 m    | 0,44         | 610                  | 2 100              |
| 350 m    | 0,53         | 588                  | 1 952              |
| 400 m    | 0,61         | 566                  | 1 812              |
| 450 m    | 0.70         | 545                  | 1 680              |
| 500 m    | 0,80         | 524                  | 1 554              |
| 550 m    | 0,90         | 504                  | 1 436              |
| 600 m    | 1,00         | 484                  | 1 324              |

## Grenades 58 à fusil

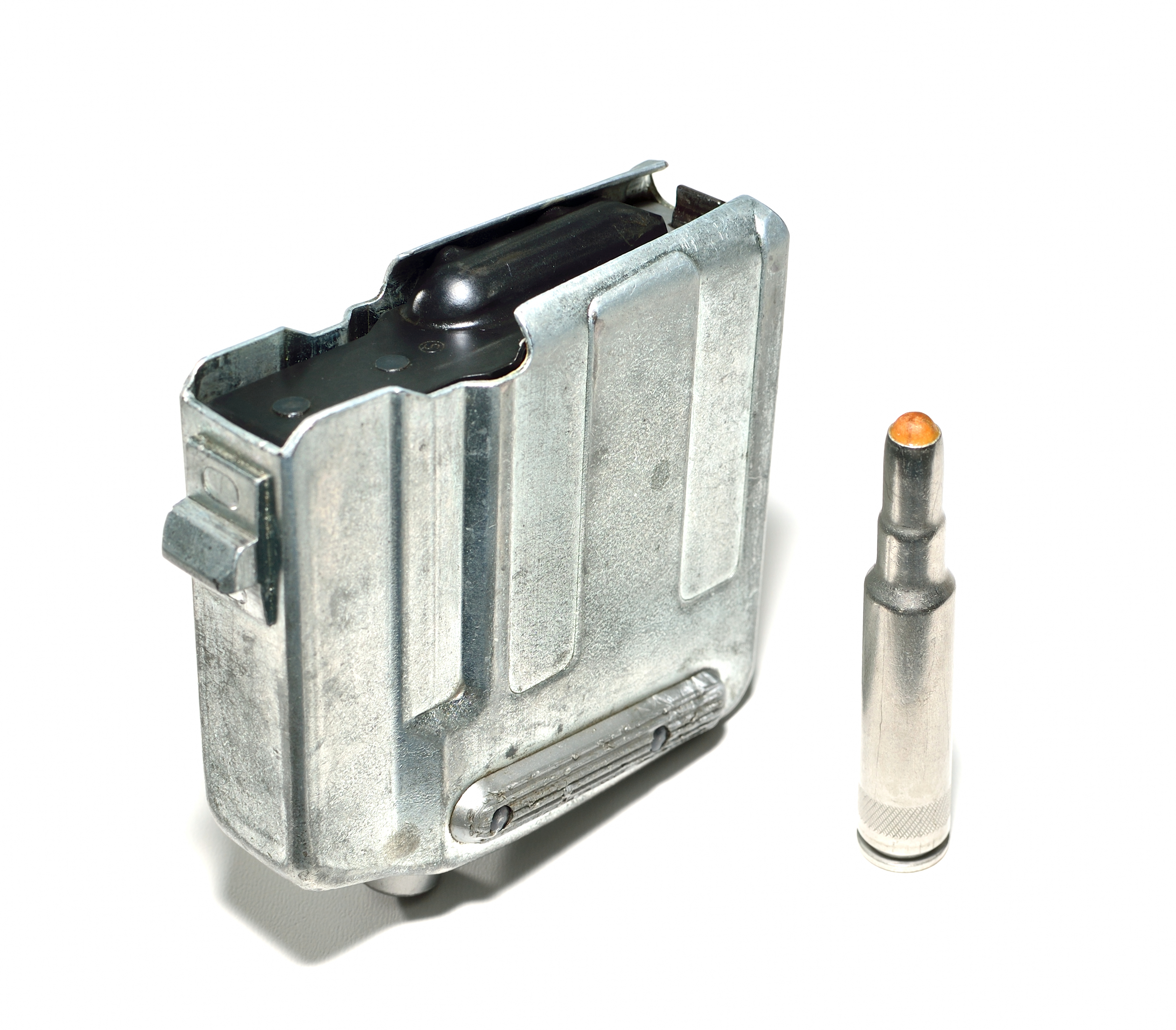
Magasin blanc du F. ass. 57 et cartouche propulsive 44

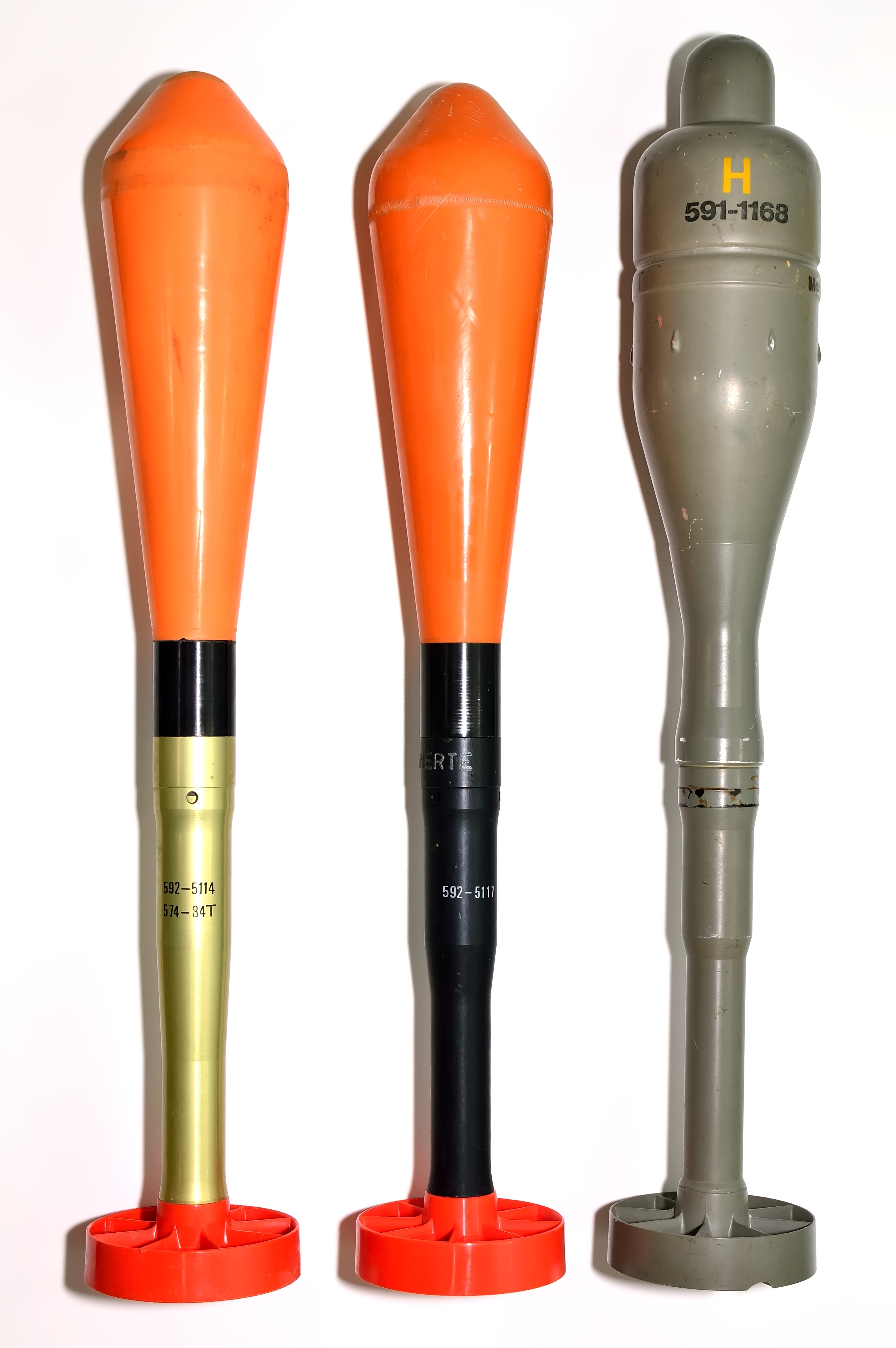
Grenades à fusil 58

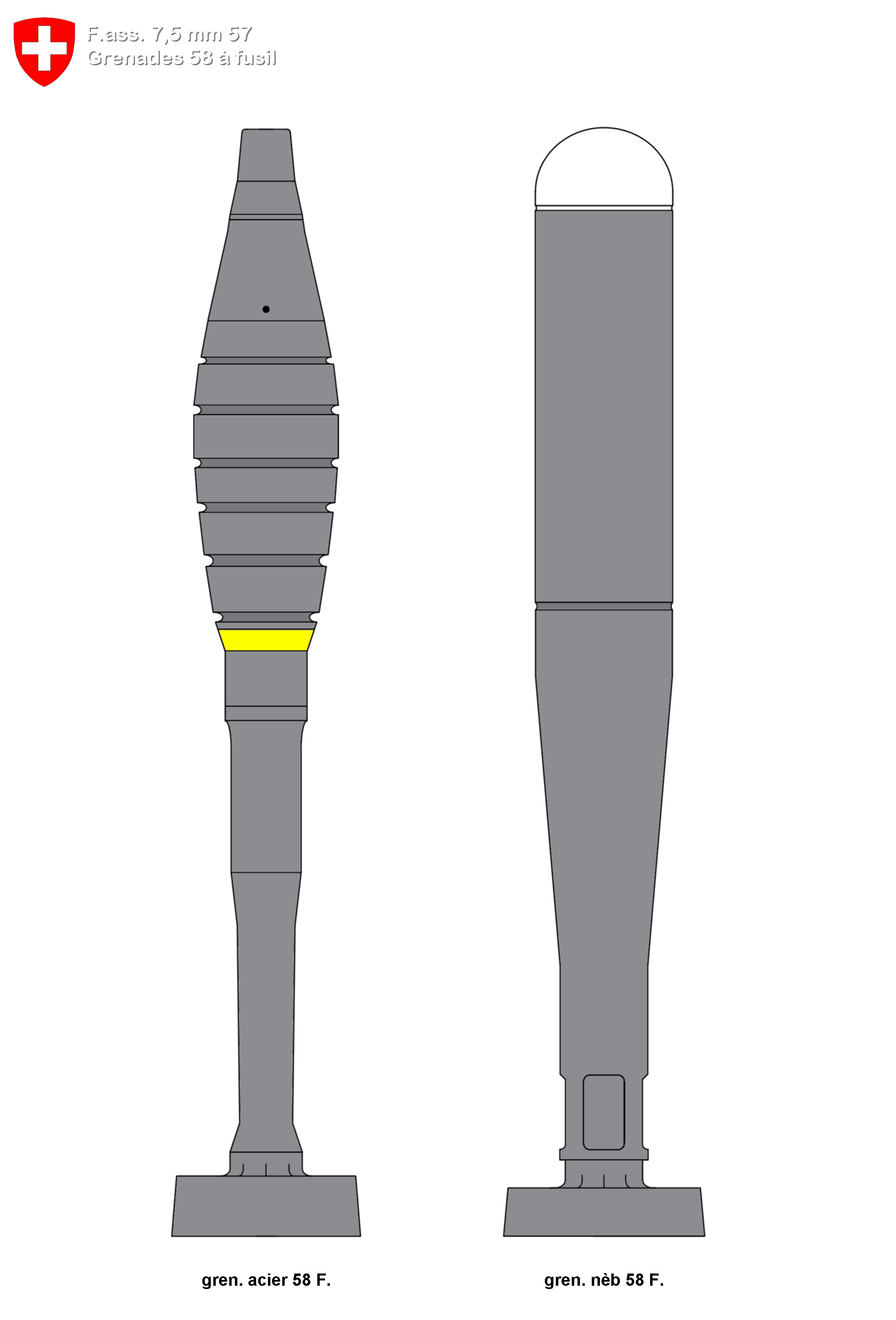
Grenades à fusil d'acier et nébulogène 58

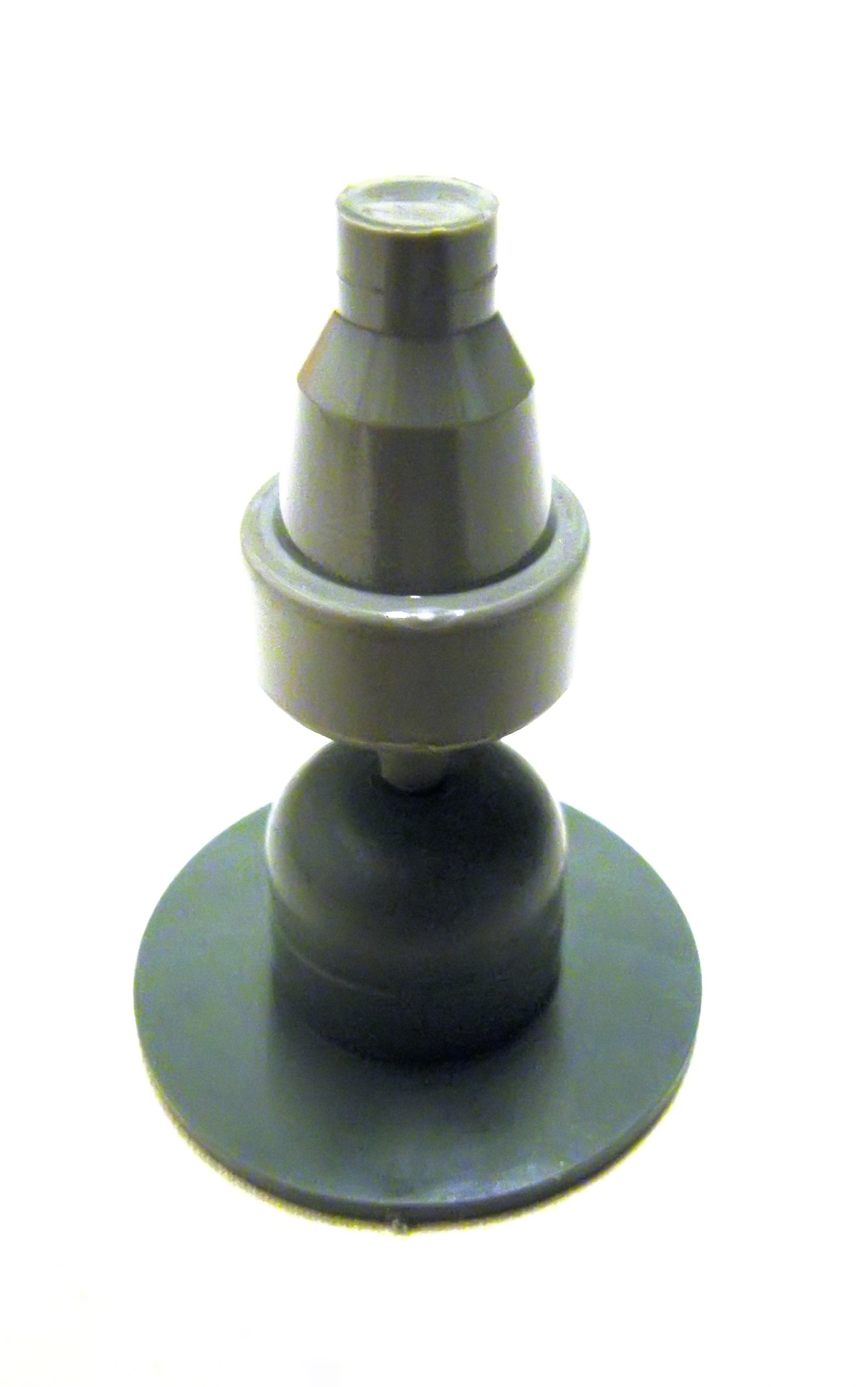
Bouchon 73 (sur le couvercle de fermeture)

### Fonctionnement
L'emploi du F. ass. 57 pour le tir de grenades 58 à fusil (Gren. 58 F.) se fait à travers le manchon lance-grenades intégralement usiné dans la masse du canon. Un ressort annulaire retient la grenade à fusil quelle que soit l'inclinaison de tir. La crosse en néoprène est spécifiquement conçue pour absorber le recul important de l'arme lors du tir en trajectoire tendu. La détente d’hiver empêche les blessures de l'index lors du tir en trajectoire tendue.
La propulsion se fait à travers la cartouche propulsive 44 ou 66 (pour le projectile lance-ficelle et lance-câble 66) et du "magasin blanc". Ce magasin spécial en acier étamé/zingué comporte une butée empêchant l'introduction de munition à balle. Une languette actionnée par un bouton empêche l'ouverture de la culasse au moment du tir, afin d'éviter les blessures que peut causer l'éjection de l'étui.
La munition de combat (antichar, anti-personnelle, fumigène) est équipée, par défaut, d'un moteur-fusée (officiellement "charge propulsive additionnelle") avec propergol en tubules (masse totale 13.5-13.9g). Cette charge additionnelle accroît significativement la vitesse du projectile sur une distance de 7-10m de 50 m/s à 70 m/s et triple la portée maximale de 140m à 400m. Au départ du coup, les gaz à haute pression et température produites par la cartouche propulsive pénètrent dans le moteur-fusée. Ces gaz sont redistribués par une tuyère à trois lobes, assurant un allumage uniforme de la charge. Une valve de sécurité muni d'un disque de rupture empêche l'explosion du tube porte-empennage en cas de surpression.
L'allumage de cette charge propulsive additionnelle est neutralisée par l'utilisation du bouchon 61/73 en plastique (encastré dans le couvercle de fermeture de la grenade) que le tireur positionne sur l'embouchure du canon avant la mise en place de la grenade. En effet, pour des portées plus faibles en trajectoire tendue, le temps de vol est nettement plus court, ce qui conduit à une meilleure précision et efficacité.

### Méthodes de tir
Deux méthodes sont envisageables :

#### Tir à trajectoire tendue
C'est un tir direct, jusqu'à 100 m : La crosse est serrée dans l'aisselle du tireur, celui-ci saisissant aussi le manchon de l'arme en actionnant la détente d'hiver. Le tireur vise par-dessus le bord supérieur de la grenade et de la pointe du protège-guidon. Après 1983, la méthode de tir est revue pour privilégier le tir appuyé sur le bipied.

#### Tir à trajectoire courbe
Il s'agit d'un tir indirect : le tireur tire avec la crosse à terre. Il juge la portée théorique du projectile en suspendant à la manière d'un fil à plomb le couteau du soldat avec une ficelle au passant de la bretelle. Deux échelles graduées sont collées sur la face intérieure du bipied et donnent l'élévation. Le pied gauche est gradué pour le tir avec charge propulsive additionnelle (100–400 m) et le pied droit sans charge propulsive additionnelle (40–140 m). Le pointage ou mise en direction peut se faire individuellement, ou par binôme.

### Modèles de grenades

#### Grenade perforante à charge creuse 58 à fusil
Tir tendu exclusivement et toujours avec charge propulsive additionnelle.
Poids : 1,160 kg
Portée : de 10 à 100 mètres

Vitesse V0 : ~50 m/s
Vitesse V7 : ~70 m/s

Fusée : Ka. Vo. 60.00, de culot, électro-mécanique, conception Rochat-Zaugg
Charge explosive : Pentastite (PETN phlegmatisé)
Perforation : 300mm min. d'acier

#### Grenade d'acier 58 à fusil
Tir en trajectoire courbe principalement.
Poids : 1,190 kg

Vitesse avec charge propulsive additionnelle V0 : ~50 m/s
Vitesse avec charge propulsive additionnelle V7 : ~70 m/s
Vitesse sans charge propulsive additionnelle V0 : ~37 m/s

Portée en trajectoire tendue avec charge propulsive additionnelle : de 40 à 250 mètres
Portée en trajectoire courbe sans charge propulsive additionnelle : de 40 à 125 mètres
Portée en trajectoire courbe avec charge propulsive additionnelle : de 125 à 400 mètres

Fusée : MZ 58.00, de tête, instantanée mécanique
Charge explosive : trotyl
Efficacité des éclats au m2
À 10 mètres : 1 à 3
À 15 mètres : 0 à 2
Entre 10 et 15 m la pénétration moyenne est de 20 à 30 mm de sapin et le souffle est mortel dans un rayon de 4 mètres.
Normalement, les grenades d'acier 58 sont tirées en salves.

#### Grenade nébulogène 58 à fusil (fumigène)
Tir tendu principalement.
Poids : 1,190 kg

Vitesse avec charge propulsive additionnelle V0 : ~50 m/s
Vitesse avec charge propulsive additionnelle V7 : ~70 m/s
Vitesse sans charge propulsive additionnelle V0 : ~37 m/s

Portée en trajectoire tendue avec charge propulsive additionnelle : de 40 à 250 mètres
Portée en trajectoire courbe sans charge propulsive additionnelle : de 40 à 125 mètres
Portée en trajectoire courbe avec charge propulsive additionnelle : de 125 à 400 mètres

Fusée : BoZ 58.00, de culot, instantanée mécanique
Durée de combustion : ~2 minutes

#### Grenade d'exercice 58 à fusil sans charge propulsive additionnelle
Porte-empennage noir, le tir se faisant exclusivement avec le bouchon en plastique.
Poids : 1,190 kg
Vitesse V0 : ~37 m/s
Portée en trajectoire tendue : de 30 à 40 mètres
Portée en trajectoire courbe : de 50 à 125 mètres

#### Grenade d'exercice 58 à fusil avec charge propulsive additionnelle
Porte-empennage vert.
Poids : 1,160 kg
Vitesse V0 : ~50 m/s
Vitesse V7 : ~70 m/s
Portée en trajectoire tendue : de 40 à 250 mètres
Portée en trajectoire courbe : de 125 à 400 mètres

#### Projectile lance-ficelle et lance-câble 66
Porte-empennage vert-jaune avec anneau bleu.
Vitesse V0 : ~50 m/s
Vitesse V7 : ~70 m/s
Pour la construction de lignes pour traverser des obstacles difficiles, tels que ravins, lit de rivière.
Pour le franchissement, pour tirer les câbles de bac et de sûreté sur une rivière.

### Performances et dispersion
Avec les grenades perforantes à charge creuse 58 à fusil et grenades d'exercice 58 à fusil avec charge propulsive additionnelle, un excellent tireur touche au premier coup un but fixe à 100 m, un but mobile à 80 m. Dans les mêmes conditions, un tireur moyen touche au premier coup un but fixe à 80 m, un but mobile à 60 m.
| Distance | Largeur | Hauteur |
| -------- | ------- | ------- |
| 100 m    | 3       | 3       |
| 200 m    | 5       | 4       |
| 300 m    | 5       | 5       |
| 400 m    | 5       | 8       |

## Équipement complémentaire pour le tir avec le fusil d'assaut 57 dans les ouvrages fortifiés (Zusatz-Ausrüstung)

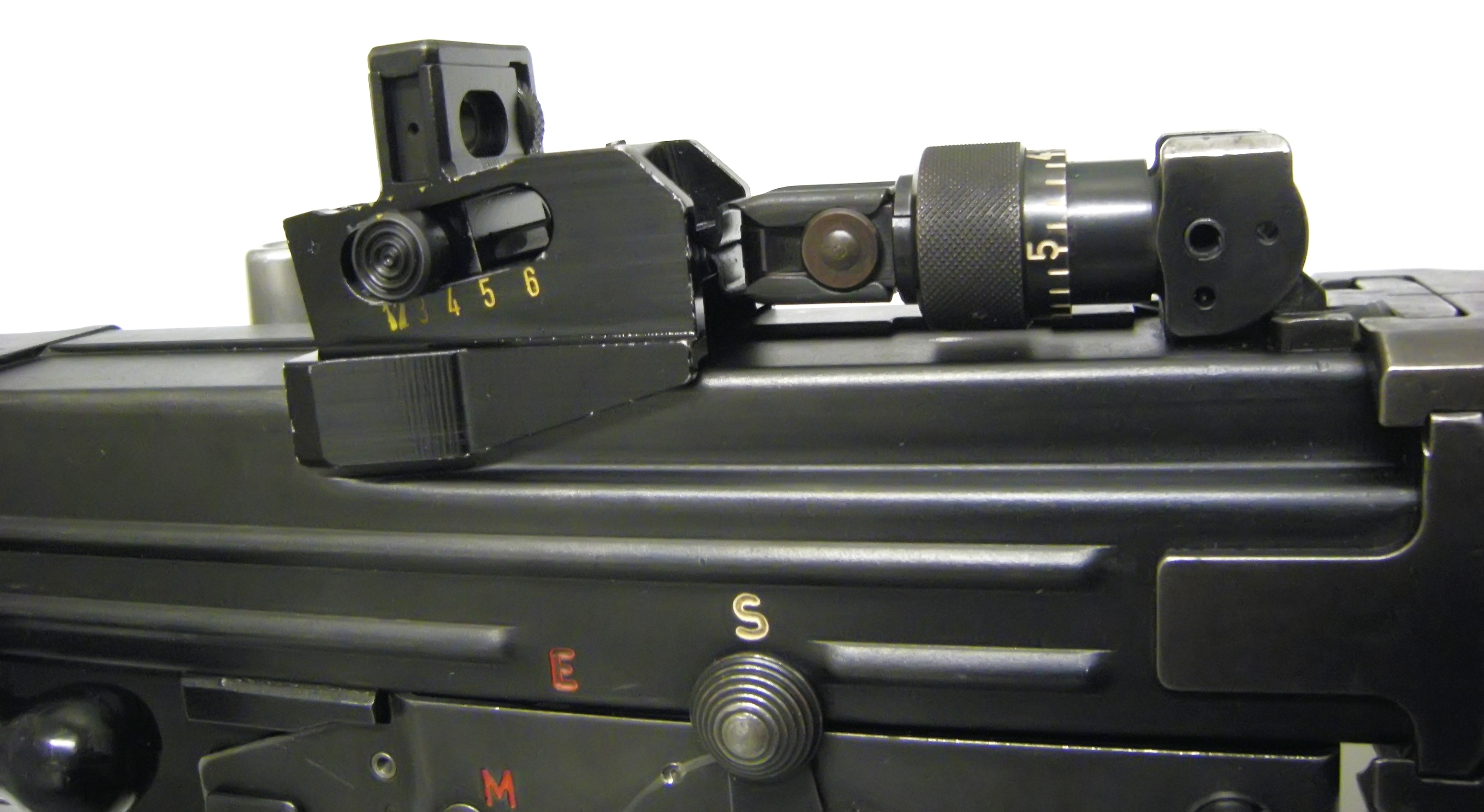
Dioptre pour le tir dans les ouvrages fortifiés

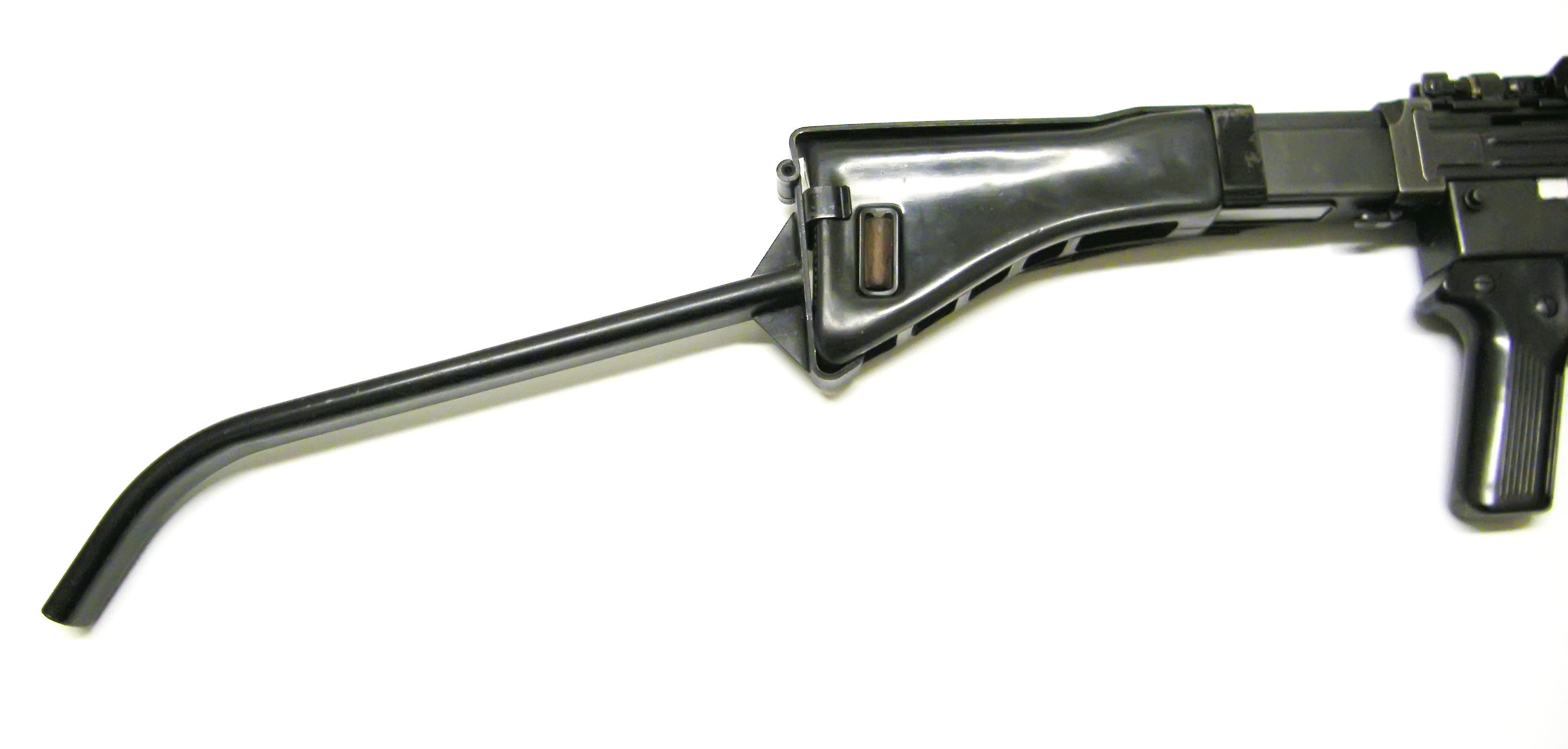
Crosse d'épaulement

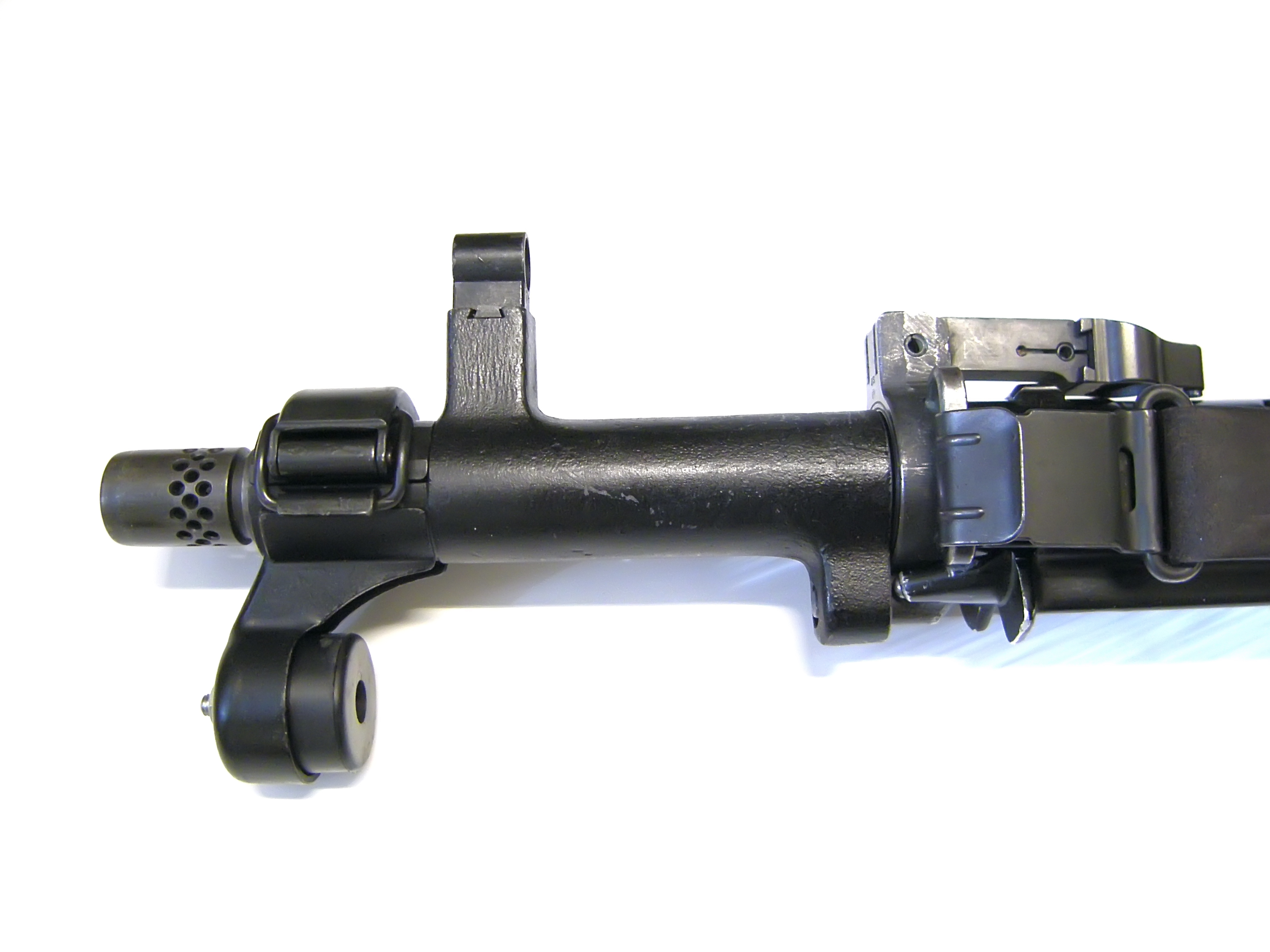
Crochet d'arrêt

Les portes des forteresses suisses sont défendues, en défense rapprochée, par un blockhaus intérieur de défense pourvu d'une goulotte lance-grenades et d'un créneau de tir permettent de prendre en enfilade la galerie d'accès barrée par une grille. Pour les petits ouvrages, le créneau de tir est intégré à la porte même de l'ouvrage. Ces créneaux étaient initialement prévus pour le fusil-mitrailleur modèle 1925 (F. mitr. mod. 25).
L'introduction du F. ass. 57 aux troupes de forteresse en 1963 nécessita de l'adapter au vantail du créneau au moyen d'un dispositif astucieux rabaissent suffisamment la ligne de mire, sans devoir modifier les créneaux de tir des portes.
Cet équipement était disposé derrière les portes des fortins, dans un sachet en plastique avec leur mode d'emploi. Il se compose de trois éléments décrit ci-dessous.

### Dioptre
Comme le viseur de nuit, le dioptre se clipse sur le dioptre d'origine à la seule différence que celui-ci reste rabattu durant l'usage.
Il est gradué de 100 à 600 mètres par incrément de 100 mètres, il est réglable en dérive. Réglé sur 100 mètres, la longueur de la ligne de visée reste inchangée à celle d'origine (635 mm). Réglé sur 600 mètres, elle est portée à 671 mm.
Selon les variantes, les languettes de fixation peuvent être percées afin de permettre l'utilisation de l'œilleton d'origine.

### Crosse d'épaulement
De construction rivetée et soudée, elle passe par-dessus l'épaule du tireur (en position de tir à genoux) et permet d'épauler l'arme en position haute, la ligne de visée étant rabaissée par le dioptre. Elle allonge la longueur de l'arme de 34,5 cm.

### Crochet d'arrêt
Il se place sur le canon, le guidage et le positionnement sont assurés par le tenon de baïonnette et le ressort annulaire pour grenade à fusil. Un collier muni d'un étrier de serrage vient enserrer le tromblon et rend l'ensemble solidaire du canon.
Le crochet est muni d'une butée en caoutchouc, boulonnée sur une structure étampée, elle-même brasée sur la pièce forgée. Elle prend appui sur la face extérieure de la porte. Le crochet assure que sous le recul de l'arme, la bouche du canon reste à l'extérieur du vantail.
Le guidon est monté sur une queue d'aronde. Le globe protecteur est brasé sur l'embase de guidon.
Cet équipement ajoute 1,345 kg aux 6,6 kg de l'arme en configuration de combat. Quand les fortins ont été déclassés et vidés, la grande majorité de ce matériel fut détruit.

## Les variantes du SIG-510

### AM 55
C'est le modèle adopté par l'armée suisse.

### SG 510-1
Ce modèle est identique à l’AM 55, mais chambré en 7.62x51 OTAN, destiné à l'exportation.

### SG 510-2
Il s'agit d'une variante allégée du SG 510-1 (3,85 kg contre 5,9 kg pour la version de base).

### SG 510-3
C'est une variante du SG 510-1 ou SG 510-4 chambré en 7,62 × 39, testée en Finlande avant le choix du RK-62.

### SG 510-4
Ce fusil est une variante du 510-1 : il est chambré en .308 Winchester (7,62 × 51 OTAN).
L'usage de la Cart. 11 F étant limité à la Suisse, SIG avait déjà proposé à l'exportation le modèle 510-3 sans réel succès. Il choisit donc de construire une variante en 7,62 OTAN pour conquérir les pays non communistes qui l'adoptaient alors sous l’influence des États-Unis.
Les principales différences entre le F ass. 57 et le SG 510-4 résidaient essentiellement dans l'ergonomie (tube de crosse penché, garnitures en bois) ses dimensions et sa masse réduites. Ce modèle export désigné 510-4 fut vendu au Chili (forces armées, police, administration pénitentiaire) et à la Bolivie. Il en fut dérivé une version sportive appelé SIG-AMT (American Match Target), destinée au marché nord-américain. Il est dépourvu du mode automatique.

### SG 510-5
Il s'agit d'un prototype pour l'armée mexicaine en calibre .30-06 Springfield.

### SG 510-6
Modification de l'AM 55, avec allègements, garniture en plastique de type SG 510-4, et visée dioptrique de type SG 541. Proposé comme un F. ass. 57 "modernisé" dès 1980.

### F. ass. PE-57
C'est un modèle civil semi-automatique de l'AM 55.

### SG 510-7-T / SIG-AMT
C'est une variante civile du SG 510-4 en exécution semi-automatique chambrée en .308 Winchester (7,62 × 51 OTAN).

## Apparitions dans la fiction
Un cinéphile attentif peut apercevoir des variantes du SG 510 dans les films suivants :
- Au service secret de sa Majesté
- Les Oies sauvages
- Serenity

On peut également l'observer dans le jeu vidéo ArmA 2 sous le nom de "SG510".